# 51. Drużynowe Mistrzostwa Europy w Brydżu Sportowym

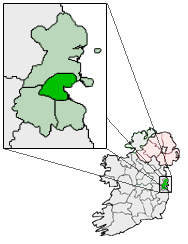
Położenie Dublina na mapie Irlandii

51. Drużynowe Mistrzostwa Europy w Brydżu Sportowym – drużynowe mistrzostwa Europy w brydżu sportowym, które odbyły się w dniach 12–23 czerwca 2012 w Dublinie (Irlandia). Zwycięzcami zawodów zostały drużyny Monako (kat. otwarta), Anglii (kobiety) i Francji (seniorzy).

## Poprzednie DME w brydżu sportowym
Drużynowe mistrzostwa Europy w brydżu sportowym rozgrywane są od roku 1932. Występują w nich drużyny reprezentujące kraje zrzeszone w Europejskiej Lidze Brydżowej (EBL). Początkowo zawody odbywały się tylko w kategorii otwartej. Od roku 1935 rozgrywane są zawody w kategorii kobiecej, a od 1995 rywalizują również seniorzy.
Pierwsze zawody DME w kategorii otwartej wygrała drużyna reprezentująca Austrię. Również pierwsze zawody DME w kategorii kobiet wygrała drużyna reprezentująca Austrię. Pierwsze zawody DME w kategorii seniorów wygrała drużyna reprezentująca Polskę.
Od 2002 roku DME odbywają się zawsze w latach parzystych.
Poprzednie mistrzostwa odbyły się 22.06–2.07.2010 w Ostendzie (Belgia):
| 50. Drużynowe Mistrzostwa Europy, Ostenda 2010 | 50. Drużynowe Mistrzostwa Europy, Ostenda 2010 | 50. Drużynowe Mistrzostwa Europy, Ostenda 2010 | 50. Drużynowe Mistrzostwa Europy, Ostenda 2010 | 50. Drużynowe Mistrzostwa Europy, Ostenda 2010 | 50. Drużynowe Mistrzostwa Europy, Ostenda 2010 | 50. Drużynowe Mistrzostwa Europy, Ostenda 2010 |
| Miejsce                                        | Open                                           | Open                                           | Kobiety                                        | Kobiety                                        | Seniorzy                                       | Seniorzy                                       |
| ---------------------------------------------- | ---------------------------------------------- | ---------------------------------------------- | ---------------------------------------------- | ---------------------------------------------- | ---------------------------------------------- | ---------------------------------------------- |
| 1                                              | Włochy                                         | Włochy                                         | Francja                                        | Francja                                        | Polska                                         | Polska                                         |
| 2                                              | Polska                                         | Polska                                         | Holandia                                       | Holandia                                       | Dania                                          | Dania                                          |
| 3                                              | Izrael                                         | Izrael                                         | Szwecja                                        | Szwecja                                        | Włochy                                         | Włochy                                         |
| 6                                              |                                                |                                                | Polska                                         | Polska                                         |                                                |                                                |

## Formuła zawodów
Przepisy i reguły obowiązujące na 51. DME zostały określone w osobnym dokumencie.

### Sposób rozgrywania
1. Każdy kraj (należący do EBL) mógł zarejestrować jedną drużynę w każdej z 3 kategorii (Otwarta, Kobiety, Seniorzy).
2. W kategorii Seniorów mogli startować zawodnicy, którzy urodzili się w roku 1952 lub wcześniej.
3. W kategorii Otwartej początkowo drużyny grały w dwóch oddzielnych grupach (A i B) systemem każdy z każdym. Przydział do grup nastąpił na podstawie uzyskanych rezultatów w 3 ostatnich ME. 9 najlepszych zespołów każdej grupy awansowało do grupy finałowej. W grupie finałowej automatycznie były zaliczone wyniki z grup i rozgrywane były mecze tylko z drużynami drugiej grupy.
4. Kobiety i Seniorzy rozgrywali zawody metodą każdy z każdym.
5. W kategorii Otwartej i w kategorii Kobiet rozgrywane były mecze 20-to rozdaniowe. W kategorii Seniorów rozgrywane były mecze 16-to rozdaniowe. W każdym przypadku wynik w IMP był przeliczany na VP w skali 0.25[4].
6. Drużyna bez pary w danej sesji uzyskiwała 18 VP bez gry

### Stroje
1. Zarówno gracze, jak i niegrający kapitanowie i trenerzy muszą mieć jednakowe stroje na ceremonię otwarcia i zamknięcia.
2. Zawodnicy w czasie gry muszą mieć jednakowe stroje zawierające logo kraju.

### Przywileje zwycięzców
1. Zwycięzcy grupy finałowej w kategorii otwartej oraz grup kobiet i seniorów uzyskują tytuł Mistrza Europy;
2. Zdobywcy miejsc od 1 do 3 otrzymują medale: złote, srebrne i brązowe ME;
3. 6 pierwszych zespołów[5] każdej kategorii uzyskuje prawo gry w Mistrzostwach Świata (Bermuda Bowl, Venice Cup oraz Seniors Bowl) w roku 2013 na Bali (Indonezja);
4. 10 pierwszych zespołów otrzymuje prawo startu w Pucharze Europy, który odbędzie się w od 15 do 18 listopada 2012 w Ejlacie (Izrael);
5. Zajęte miejsca drużyn dają zawodnikom w nich startującym punkty dla rankingów i tytułów EBL;
6. Zajęte miejsca drużyn polskich dają występującym w nich zawodnikom punkty dla polskich tytułów klasyfikacyjnych[6].

### Transmisje z zawodów
Strona zawodów pokazywała wyniki meczów zarówno po ich zakończeniu, jak i bieżące rezultaty w czasie trwania rundy.
W serwisie BBO były przeprowadzane transmisje z 5 meczów każdej sesji. Z części meczów przeprowadzane były transmisje głosowe. Wykaz transmitowanych meczów każdego dnia znajdował się biuletynie zawodów.
Mecze (i transmisje) rozpoczynały się (od 13 czerwca 2012) o godzinach 11:00, 14:30 i 17:40 (czasu polskiego).

## Podsumowanie wyników zawodów

### Wyniki czołowych drużyn
Poniższa tabela pokazuje po 6 pierwszych drużyn w każdej kategorii, które zapewniły sobie udział w Mistrzostwach Świata w roku 2013.
| Klasyfikacja końcowa czołowych drużyn | Klasyfikacja końcowa czołowych drużyn | Klasyfikacja końcowa czołowych drużyn | Klasyfikacja końcowa czołowych drużyn | Klasyfikacja końcowa czołowych drużyn | Klasyfikacja końcowa czołowych drużyn | Klasyfikacja końcowa czołowych drużyn |
| ------------------------------------- | ------------------------------------- | ------------------------------------- | ------------------------------------- | ------------------------------------- | ------------------------------------- | ------------------------------------- |
| M                                     | Otwarta                               | Otwarta                               | Kobiety                               | Kobiety                               | Seniorzy                              | Seniorzy                              |
| 1                                     | Monako                                | Monako                                | Anglia                                | Anglia                                | Francja                               | Francja                               |
| 2                                     | Holandia                              | Holandia                              | Francja                               | Francja                               | Polska                                | Polska                                |
| 3                                     | Włochy                                | Włochy                                | Turcja                                | Turcja                                | Szkocja                               | Szkocja                               |
| 4                                     | Anglia                                | Anglia                                | Holandia                              | Holandia                              | Dania                                 | Dania                                 |
| 5                                     | Polska                                | Polska                                | Polska                                | Polska                                | Niemcy                                | Niemcy                                |
| 6                                     | Niemcy                                | Niemcy                                | Izrael                                | Izrael                                | Belgia                                | Belgia                                |

Polska, jako jedyny kraj ze strefy europejskiej, wprowadziła do Mistrzostw Świata drużyny we wszystkich 3 kategoriach.

### Wyniki polskich drużyn
Poniższa tabela pokazuje wyniki polskich drużyn w poszczególnych sesjach.
Pokazuje ona również, kiedy rozgrywane były poszczególne sesje. Grupa A (nie pokazana w poniższej tabeli) grała w tych samych terminach co grupa B.
| Wyniki polskich drużyn   | Wyniki polskich drużyn | Wyniki polskich drużyn | Wyniki polskich drużyn | Wyniki polskich drużyn | Wyniki polskich drużyn | Wyniki polskich drużyn | Wyniki polskich drużyn | Wyniki polskich drużyn | Wyniki polskich drużyn | Wyniki polskich drużyn | Wyniki polskich drużyn | Wyniki polskich drużyn | Wyniki polskich drużyn | Wyniki polskich drużyn | Wyniki polskich drużyn | Wyniki polskich drużyn | Wyniki polskich drużyn | Wyniki polskich drużyn | Wyniki polskich drużyn |
| Data                     | Godzina (CET)          | Otwarta                | Otwarta                | Otwarta                | Otwarta                | Otwarta                | Otwarta                | Kobiety                | Kobiety                | Kobiety                | Kobiety                | Kobiety                | Kobiety                | Seniorzy               | Seniorzy               | Seniorzy               | Seniorzy               | Seniorzy               | Seniorzy               |
| Data                     | Godzina (CET)          | S                      | Kraj                   | F                      | Wyn                    | Σ                      | M                      | S                      | Kraj                   | F                      | Wyn                    | Σ                      | M                      | S                      | Kraj                   | F                      | Wyn                    | Σ                      | M                      |
| ------------------------ | ---------------------- | ---------------------- | ---------------------- | ---------------------- | ---------------------- | ---------------------- | ---------------------- | ---------------------- | ---------------------- | ---------------------- | ---------------------- | ---------------------- | ---------------------- | ---------------------- | ---------------------- | ---------------------- | ---------------------- | ---------------------- | ---------------------- |
| 13 czerwca, środa        | 11:00                  | B1                     | Szwajcaria             | Szwajcaria             | 23:7                   | 23                     | 1..2                   | K1                     | bez pary               |                        | 18                     | 18                     | 6..7                   |                        |                        |                        |                        |                        |                        |
| 13 czerwca, środa        | 14:30                  | B2                     | Rosja                  | Rosja                  | 4:25                   | 27                     | 11                     | K2                     | Izrael                 | Izrael                 | 25:0                   | 43                     | 2                      |                        |                        |                        |                        |                        |                        |
| 13 czerwca, środa        | 17:40                  | B3                     | Islandia               | Islandia               | 13:17                  | 40                     | 13                     |                        |                        |                        |                        |                        |                        |                        |                        |                        |                        |                        |                        |
| 14 czerwca, czwartek     | 11:00                  | B4                     | Rumunia                | Rumunia                | 10:20                  | 50                     | 13..14                 | K3                     | Szkocja                | Szkocja                | 19:11                  | 62                     | 1..2                   |                        |                        |                        |                        |                        |                        |
| 14 czerwca, czwartek     | 14:30                  | B5                     | Walia                  | Walia                  | 15:15                  | 65                     | 14                     | K4                     | Estonia                | Estonia                | 21:9                   | 83                     | 1                      |                        |                        |                        |                        |                        |                        |
| 14 czerwca, czwartek     | 17:40                  | B6                     | bez pary               |                        | 18                     | 83                     | 14                     |                        |                        |                        |                        |                        |                        |                        |                        |                        |                        |                        |                        |
| 15 czerwca, piątek       | 11:00                  | B7                     | Francja                | Francja                | 25:5                   | 108                    | 10..11                 | K5                     | Austria                | Austria                | 10:20                  | 93                     | 4                      |                        |                        |                        |                        |                        |                        |
| 15 czerwca, piątek       | 14:30                  | B8                     | Luksemburg             | Luksemburg             | 16:14                  | 124                    | 10                     | K6                     | Bułgaria               | Bułgaria               | 16:14                  | 109                    | 5                      |                        |                        |                        |                        |                        |                        |
| 15 czerwca, piątek       | 17:40                  | B9                     | Chorwacja              | Chorwacja              | 8:22                   | 132                    | 11                     | K7                     | Niemcy                 | Niemcy                 | 9.5:19:5               | 118,5                  | 7                      |                        |                        |                        |                        |                        |                        |
| 16 czerwca, sobota       | 11:00                  | B10                    | Anglia                 | Anglia                 | 16:14                  | 148                    | 12                     | K8                     | Holandia               | Holandia               | 18:12                  | 136,5                  | 6                      | S1                     | Dania                  | Dania                  | 9:21                   | 9                      | 16..17                 |
| 16 czerwca, sobota       | 14:30                  | B11                    | Finlandia              | Finlandia              | 25:3                   | 173                    | 9..10                  | K9                     | Szwecja                | Szwecja                | 24:6                   | 160,5                  | 3                      | S2                     | Szkocja                | Szkocja                | 10:20                  | 19                     | 16..18                 |
| 17 czerwca, niedziela    | 14:30                  | B12                    | Estonia                | Estonia                | 19:11                  | 192                    | 8                      | K10                    | Anglia                 | Anglia                 | 10:20                  | 170,5                  | 4                      | S3                     | Anglia                 | Anglia                 | 11:19                  | 30                     | 18                     |
| 18 czerwca, poniedziałek | 11:00                  | B13                    | Holandia               | Holandia               | 23:7                   | 215                    | 5                      | K11                    | Francja                | Francja                | 16:14                  | 186,5                  | 4                      | S4                     | Bułgaria               | Bułgaria               | 5:23                   | 35                     | 18                     |
| 18 czerwca, poniedziałek | 14:30                  | B14                    | Monako                 | Monako                 | 0:25                   | 215                    | 8                      | K12                    | Hiszpania              | Hiszpania              | 18:12                  | 204,5                  | 4                      | S5                     | Hiszpania              | Hiszpania              | 25:5                   | 60                     | 17                     |
| 18 czerwca, poniedziałek | 17:40                  | B15                    | Cypr                   | Cypr                   | 25:3                   | 240                    | 6                      | K13                    | Włochy                 | Włochy                 | 21:9                   | 225,5                  | 4                      | S6                     | Estonia                | Estonia                | 25:0                   | 85                     | 13                     |
| 19 czerwca, wtorek       | 11:00                  | B16                    | Dania                  | Dania                  | 23:7                   | 263                    | 5                      | K14                    | Turcja                 | Turcja                 | 19:11                  | 244,5                  | 4                      | S7                     | Irlandia               | Irlandia               | 6:24                   | 91                     | 14                     |
| 19 czerwca, wtorek       | 14:30                  | B17                    | Austria                | Austria                | 24:6                   | 287                    | 4                      | K15                    | Grecja                 | Grecja                 | 16:14                  | 260,5                  | 4                      | S8                     | Holandia               | Holandia               | 21:9                   | 112                    | 13                     |
| 19 czerwca, wtorek       | 17:40                  |                        |                        |                        |                        |                        |                        |                        |                        |                        |                        |                        |                        | S9                     | bez pary               |                        | 18                     | 130                    | 13                     |
| 20 czerwca, środa        | 11:00                  | F18                    | Turcja                 | Turcja                 | 25:5                   | 139                    | 8                      |                        |                        |                        |                        |                        |                        | S10                    | Belgia                 | Belgia                 | 18:12                  | 148                    | 13                     |
| 20 czerwca, środa        | 14:30                  | F19                    | Bułgaria               | Bułgaria               | 14,7:14,3              | 153,7                  | 8                      |                        |                        |                        |                        |                        |                        | S11                    | Niemcy                 | Niemcy                 | 23:7                   | 171                    | 10..11                 |
| 20 czerwca, środa        | 17:40                  |                        |                        |                        |                        |                        |                        |                        |                        |                        |                        |                        |                        | S12                    | Finlandia              | Finlandia              | 25:2                   | 196                    | 7                      |
| 21 czerwca, czwartek     | 11:00                  | F20                    | Włochy                 | Włochy                 | 20:10                  | 173,7                  | 7                      |                        |                        |                        |                        |                        |                        | S13                    | Norwegia               | Norwegia               | 19:11                  | 215                    | 6                      |
| 21 czerwca, czwartek     | 14:30                  | F21                    | Irlandia               | Irlandia               | 16:14                  | 189,7                  | 7                      | K16                    | Norwegia               | Norwegia               | 14:16                  | 274,5                  | 4                      | S14                    | Turcja                 | Turcja                 | 11:19                  | 226                    | 8                      |
| 21 czerwca, czwartek     | 17:40                  | F22                    | Szwecja                | Szwecja                | 10:20                  | 199,7                  | 8                      | K17                    | Irlandia               | Irlandia               | 24:6                   | 298,5                  | 3                      | S15                    | Włochy                 | Włochy                 | 25:5                   | 251                    | 4..5                   |
| 22 czerwca, piątek       | 11:00                  | F23                    | Grecja                 | Grecja                 | 21:9                   | 220,7                  | 6                      | K18                    | Dania                  | Dania                  | 6:24                   | 304,5                  | 5                      | S16                    | Izrael                 | Izrael                 | 11:19                  | 262                    | 7                      |
| 22 czerwca, piątek       | 14:30                  | F24                    | Niemcy                 | Niemcy                 | 8:22                   | 228,7                  | 7                      | K19                    | Belgia                 | Belgia                 | 19:11                  | 232,5                  | 5                      | S17                    | Szwecja                | Szwecja                | 18:12                  | 280                    | 6                      |
| 22 czerwca, piątek       | 17:40                  | F25                    | Izrael                 | Izrael                 | 23:7                   | 251,7                  | 6                      |                        |                        |                        |                        |                        |                        | S18                    | Walia                  | Walia                  | 25:4                   | 305                    | 3                      |
| 23 czerwca, sobota       | 11:00                  | F26                    | Norwegia               | Norwegia               | 25:5                   | 276,5                  | 5                      |                        |                        |                        |                        |                        |                        | S19                    | Francja                | Francja                | 23:7                   | 328                    | 2                      |

## Składy reprezentacji
Do udziału w zawodach zostały zgłoszone:
- 34 drużyny w kategorii OPEN,
- 19 drużyn w kategorii KOBIETY, oraz
- 19 drużyn w kategorii SENIORZY.

Poniżej, dla każdej kategorii, podano:
- Zawodników startujących w poszczególnych zespołach;
- Punktację Butlera dla każdej pary po zakończeniu zawodów. W przypadku zespołów, które odpadły po grach w grupach A i B – jest to punktacja z gier w tych grupach. W przypadku zespołów grających w grupie finałowej – jest to punktacja z gier w grupie finałowej!

W przypisach podano:
- Dla każdego zawodnika: jego opis w bazie WBF i EBL;
- dla każdej pary: stosowaną kartę konwencyjną.

### Kategoria open
| 51 DME, Dublin 2012. Składy reprezentacji w kategorii open | 51 DME, Dublin 2012. Składy reprezentacji w kategorii open | 51 DME, Dublin 2012. Składy reprezentacji w kategorii open | 51 DME, Dublin 2012. Składy reprezentacji w kategorii open | 51 DME, Dublin 2012. Składy reprezentacji w kategorii open | 51 DME, Dublin 2012. Składy reprezentacji w kategorii open | 51 DME, Dublin 2012. Składy reprezentacji w kategorii open | 51 DME, Dublin 2012. Składy reprezentacji w kategorii open |
| Kraj                                                       | F                                                          | Para 1                                                     | B                                                          | Para 2                                                     | B                                                          | Para 3                                                     | B                                                          |
| ---------------------------------------------------------- | ---------------------------------------------------------- | ---------------------------------------------------------- | ---------------------------------------------------------- | ---------------------------------------------------------- | ---------------------------------------------------------- | ---------------------------------------------------------- | ---------------------------------------------------------- |
| Anglia                                                     | Anglia                                                     | Alexander Allfrey – Andrew Robson                          | -0,09                                                      | David Gold – Tony Forrester                                | 0,02                                                       | Derek Patterson – Peter Crouch                             | -0,17                                                      |
| Austria                                                    | Austria                                                    | Andreas Babsch – Wolfgang Bieder                           | -0,61                                                      | Jan Fucik – Gunther Purkarthofer                           | -0,24                                                      | Andreas Gloyer – Georg Kriftner                            | 0,69                                                       |
| Belgia                                                     | Belgia                                                     | Philippe Caputo – Guy Van Middelem                         | -0,53                                                      | Daniel De Roos – Raf Vermeiren                             | -0,93                                                      | Eric Debus – Rutger Van Mechelen                           | -0,37                                                      |
| Bułgaria                                                   | Bułgaria                                                   | Georgi Karakolew – Władimir Michow                         | -0,15                                                      | Władimir Maraszew – Iwan Conczew                           | -0,58                                                      | Wiktor Aronow – Julijan Stefanow                           | 0,48                                                       |
| Chorwacja                                                  | Chorwacja                                                  | Karlo Brguljan – Tomislav Šašek                            | 0,06                                                       | Ben Handley- Pritchard – Matej Ivančić                     | -1,13                                                      | Lara Ruso – Ivan Poštić                                    | -0,79                                                      |
| Cypr                                                       | Cypr                                                       | Philippos Frangos – Frosso Tillyris                        | -081                                                       | Terpsi Ioannou – George Georgiades                         | -1,33                                                      | Takis Politis – George Kolettis                            | -1,51                                                      |
| Dania                                                      | Dania                                                      | Dennis Bilde – Hans Christian Graversen                    | 0,46                                                       | Lars Blakset – Martin Schaltz                              | 0,03                                                       | Kasper Konow – Anders Hagen                                | -0,37                                                      |
| Estonia                                                    | Estonia                                                    | Maksim Karpov – Tiit Laanemäe                              | 0,96                                                       | Lauri Naber – Leo Luks                                     | -0,50                                                      | Sven Sester – Vassili Levenko                              | -0,33                                                      |
| Finlandia                                                  | Finlandia                                                  | Kauko Koistinen – Clas Nyberg                              | 0,06                                                       | Kari Patana – Juho Granström                               | -0,12                                                      |                                                            |                                                            |
| Francja                                                    | Francja                                                    | Thomas Bessis – Michel Bessis                              | 0,30                                                       | Marc Bompis – Jean-Christophe Quantin                      | -0,29                                                      | Cédric Lorenzini – Jérôme Rombaut                          | 0,38                                                       |
| Grecja                                                     | Grecja                                                     | Konstantinos Doxiadis – Panagiotis Kannavos                | 0,07                                                       | Michel Eidi – Vassilis Vroustis                            | 0,03                                                       | Manolis Protonotarios – Philippos Karamanlis               | -0,66                                                      |
| Hiszpania                                                  | Hiszpania                                                  | Federico Goded – Herve Vincent                             | -0,55                                                      | Ramon Gomez Hiero – Pedro Goncalves                        | -0,33                                                      | Mari Car Corral – Miguel Goncalves                         | -0,61                                                      |
| Holandia                                                   | Holandia                                                   | Sjoert Brink – Bas Drijver                                 | 1,12                                                       | Simon de Wijs – Bauke Muller                               | 0,28                                                       | Ricco van Prooijen – Louk Verhees Jr.                      | -0,22                                                      |
| Irlandia                                                   | Irlandia                                                   | Hugh Mc Gann – Tom Hanlon                                  | 0,24                                                       | John Carroll – Tommy Garvey                                | -0,18                                                      | Adam Mesbur – Nicholas FitzGibbon                          | 0,04                                                       |
| Islandia                                                   | Islandia                                                   | Jon Baldursson – Thorlakur Jonsson                         | 0,36                                                       | Aðalsteinn Jörgensen – Bjarni Holmar Einarsson             | 0,58                                                       | Magnús Eidur Magnússon – Þröstur Ingimarsson               | -0,82                                                      |
| Izrael                                                     | Izrael                                                     | Dror Padon – Alon Birman                                   | -0,04                                                      | Lotan Fisher – Ron Schwartz                                | 0,30                                                       | Ilan Herbst – Ophir Herbst                                 | -0,31                                                      |
| Litwa                                                      | Litwa                                                      | Erikas Vainikonis – Andrei Arlovich                        | -0,48                                                      | Vytautas Vainikonis – Wojciech Olański                     | -0,09                                                      | Andrius Michailovas – Alvydas Saulis;                      | -0,28                                                      |
| Luksemburg                                                 | Luksemburg                                                 | Peter Jokisch – Udo Kasimir                                | 0,19                                                       | Martin Löfgren – Nikolas Bausback                          | -0,73                                                      | Denis Palazo – Philippe Banchereau                         | -0,50                                                      |
| Łotwa                                                      | Łotwa                                                      | Uldis Bethers – Jurijs Balasovs                            | 0,22                                                       | Aigars Germanis – Ivars Rubenis                            | -0,37                                                      | Andris Smilgajs – Ugis Jansons                             | 0,18                                                       |
| Monako                                                     | Monako                                                     | Fulvio Fantoni – Claudio Nunes                             | -0,46                                                      | Geir Helgemo – Tor Helness                                 | 0,68                                                       | Pierre Zimmerman – Franck Multon                           | 1,80                                                       |
| Niemcy                                                     | Niemcy                                                     | Joerg Fritsche – Roland Rohowsky                           | -0,33                                                      | Michael Gromöller – Martin Rehder                          | 0,50                                                       | Joe Piekarek – Alex Smirnov                                | 0,19                                                       |
| Norwegia                                                   | Norwegia                                                   | Jan Tore Berg – Odin Svendsen                              | -0,08                                                      | Boye Brogeland – Frode C. Nybo                             | -0,39                                                      | Thomas Charlsen – Thor Erik Hoftaniska                     | -0,74                                                      |
| Polska                                                     | Polska                                                     | Cezary Balicki – Adam Żmudziński                           | 0,75                                                       | Krzysztof Buras – Grzegorz Narkiewicz                      | 0,09                                                       | Jerzy Zaremba – Piotr Żak                                  | 0,75                                                       |
| Portugalia                                                 | Portugalia                                                 | Nuno Dâmaso – Pedro Pratas                                 | -1,38                                                      | Carlos Ferreira – Manuel Neto                              | -0,77                                                      | Maria João Lara – Manuel d’Orey Capucho                    | -0,88                                                      |
| Rosja                                                      | Rosja                                                      | Andriej Gromow – Aleksandr Dubinin                         | 0,19                                                       | Jurij Chochłow – Eugene Rudakov                            | -0,34                                                      | Wadim Chołomiew – Jurij Chiuppenen                         | -0,27                                                      |
| Rumunia                                                    | Rumunia                                                    | Ionut Coldea – Bogdan Marina                               | -0,87                                                      | Anton Negoescu – Marius Briciu                             | -0,95                                                      | Iulian Rotaru – Ovidiu Ghigheci                            | 0,00                                                       |
| Szkocja                                                    | Szkocja                                                    | Miroslav Dragic – Mike Ash                                 | -0,61                                                      | Irving Gordon – William Whyte                              | -0,53                                                      | Douglas Piper – Alexander William Wilkinson                | -0,79                                                      |
| Szwajcaria                                                 | Szwajcaria                                                 | Stephan Magnusson – Dmitrij Nikolenkov                     | -0,46                                                      | Fernando Piedra – Adam Wildavsky                           | -0,83                                                      | Gojko Zivkovic – Thierry de Mendez                         | -0,27                                                      |
| Szwecja                                                    | Szwecja                                                    | Peter Fredin – Björn Fallenius                             | -0,13                                                      | Fredrik Nyström – Johan Upmark                             | -0,19                                                      | Frederic Wrang – Johan Sylvan                              | 0,44                                                       |
| Turcja                                                     | Turcja                                                     | Enver Köksoy – Salvador Assael                             | -0,48                                                      | Süleyman Kolata – Ismail Kandemir                          | -0,37                                                      | Nafiz Zorlu – Mustafa Cem Tokay                            | -0,36                                                      |
| Ukraina                                                    | Ukraina                                                    | Yuliy Chumak – Oleg Rovyshyn                               | -0,63                                                      | Boris Shukhmeyster – Aleksandr Nemcev                      | -0,66                                                      | Gennadii Rybnikov – Dmytro Nikolayenko                     | 0,0                                                        |
| Walia                                                      | Walia                                                      | Peter Goodman – Michael Pownall                            | 0,29                                                       | Dafydd Jones – Gary Jones                                  | 0,62                                                       | Paul Denning – Patrick Shields                             | -0,39                                                      |
| Węgry                                                      | Węgry                                                      | Balázs Szegedi – Gál Hegedûs                               | -0,42                                                      | Péter Lakatos – László Szilágyi                            | 0,75                                                       | Géza Homonnay – Gábor Winkler                              | 0,19                                                       |
| Włochy                                                     | Włochy                                                     | Giorgio Duboin – Antonio Sementa                           | 0,03                                                       | Lorenzo Lauria – Alfredo Versace                           | 0,28                                                       | Norberto Bocchi – Agustin Madala                           | 0,58                                                       |

### Kategoria kobiet
| 51 DME, Dublin 2012. Składy reprezentacji w kategorii kobiet | 51 DME, Dublin 2012. Składy reprezentacji w kategorii kobiet | 51 DME, Dublin 2012. Składy reprezentacji w kategorii kobiet | 51 DME, Dublin 2012. Składy reprezentacji w kategorii kobiet | 51 DME, Dublin 2012. Składy reprezentacji w kategorii kobiet | 51 DME, Dublin 2012. Składy reprezentacji w kategorii kobiet | 51 DME, Dublin 2012. Składy reprezentacji w kategorii kobiet | 51 DME, Dublin 2012. Składy reprezentacji w kategorii kobiet |
| Kraj                                                         | F                                                            | Para 1                                                       | B                                                            | Para 2                                                       | B                                                            | Para 3                                                       | B                                                            |
| ------------------------------------------------------------ | ------------------------------------------------------------ | ------------------------------------------------------------ | ------------------------------------------------------------ | ------------------------------------------------------------ | ------------------------------------------------------------ | ------------------------------------------------------------ | ------------------------------------------------------------ |
| Anglia                                                       | Anglia                                                       | Heather Dhondy – Nevena Senior                               | 0,38                                                         | Nicola Smith – Sally Brock                                   | 0,49                                                         | Susan Stockdale – Fiona Brown                                | 0,88                                                         |
| Austria                                                      | Austria                                                      | Doris Fischer – Terry Weigkricht                             | 0,14                                                         | Susanne Kriftner – Jovanka Smederevac                        | 0,03                                                         | Angebrandt Dietlind – Eva Pichler                            | -0,29                                                        |
| Belgia                                                       | Belgia                                                       | Valerie Carcassonne-Labaere – Isabelle Dewasme               | 0,21                                                         | Tine Dobbels – Els Toutenel                                  | -0,26                                                        | Greet de Grave – Yaël Topiol                                 | -0,01                                                        |
| Bułgaria                                                     | Bułgaria                                                     | Maria Angelova – Karka Videnova                              | -0,52                                                        | Draganka Georgieva – Valentina Petrova                       | -0,22                                                        | Velina Vetrushkova-Kostova – Dilyanka Stoyanova              | -0,05                                                        |
| Dania                                                        | Dania                                                        | Lone Bilde – Helle Rasmussen                                 | -0,91                                                        | Christina Lund Madsen – Anne-Sofie Houlberg Jensen           | -0,49                                                        | Dorthe Schaltz – Nadia Bekkouche                             | 0,20                                                         |
| Estonia                                                      | Estonia                                                      | Maarja Oras – Aire Taube                                     | -0,44                                                        | Ines Piibeleht – Triinu Viilup                               | -0,90                                                        | Tuul Sepp – Pihel Sarv                                       | -0,68                                                        |
| Francja                                                      | Francja                                                      | Danièle Gaviard – Vanessa Réess                              | 0,14                                                         | Joanna Zochowska – Catherine d'Ovidio                        | 0,44                                                         | Bénédicte Cronier – Sylvie Willard                           | 0,62                                                         |
| Grecja                                                       | Grecja                                                       | Liana Economou – Despina Kanellopoulou                       | -0,11                                                        | Antonia (Nitsa) Kyriakidou – Sophie Lambrinou                | -0,42                                                        | Lina Mamidaki – Anastasia Veloni                             | -0,63                                                        |
| Hiszpania                                                    | Hiszpania                                                    | Angeles Muruaga – Isabel Criado del Rey                      | 0,05                                                         | Manola Garcia Cambon – Paz Tapias                            | -0,58                                                        | Pilar Leon – Marta Barnes                                    | -0,77                                                        |
| Holandia                                                     | Holandia                                                     | Carla Arnolds – Wietske van Zwol                             | 0,09                                                         | Laura Dekkers – Marion Michielsen                            | 0,59                                                         | Jet Pasman – Anneke Simons                                   | 0,58                                                         |
| Irlandia                                                     | Irlandia                                                     | Valerie Hand – Aileen O’Keeffe                               | -0,51                                                        | Emer Joyce – Joan Kenny                                      | -0,52                                                        | Hilary Dowling-Long – Gilda Pender                           | -1,80                                                        |
| Izrael                                                       | Izrael                                                       | Matiłda Popliłow – Ruth Levit-Porat                          | 0,02                                                         | Michal Nosatzki – Nathalie Saada                             | -0,34                                                        | Dana Tal – Noga Tal                                          | 0,69                                                         |
| Niemcy                                                       | Niemcy                                                       | Anja Alberti – Anne Gladiator                                | 0,16                                                         | Yevgeniya Khanukova – Susanne Bohnsack                       | 0,14                                                         | Pony Beate Nehmert – Cristina Giampietro                     | -0,25                                                        |
| Norwegia                                                     | Norwegia                                                     | Tonje Aasand Brogeland – Tone Torkelsen Svendsen             | -0,01                                                        | Ann Karin Fuglestad – Marianne Harding                       | -0,12                                                        | Stine Holmøy – Gunn Tove Vist                                | -0,19                                                        |
| Polska                                                       | Polska                                                       | Grażyna Brewiak – Katarzyna Dufrat                           | 0,53                                                         | Danuta Kazmucha – Natalia Sakowska                           | 0,65                                                         | Joanna Taczewska – Justyna Żmuda                             | 0,20                                                         |
| Szkocja                                                      | Szkocja                                                      | Sheila Adamson – Anne Symons                                 | -0,26                                                        | Elizabeth McGowan – Samantha Punch                           | 0,39                                                         | Fiona Mcquaker – Yvonne Wiseman                              | 0,02                                                         |
| Szwecja                                                      | Szwecja                                                      | Pia Andersson – Marie Johansson                              | -0,10                                                        | Kathrine Bertheau – Jessica Larsson                          | 0,24                                                         | Sandra Rimstedt – Emma Sjöberg                               | 0,70                                                         |
| Turcja                                                       | Turcja                                                       | Asli Acar – Berrak Erkan                                     | 0,44                                                         | Belis Atalay – Vera Adut                                     | -0,21                                                        | Dilek Yavaş – Özlem Öymen                                    | 0,94                                                         |
| Włochy                                                       | Włochy                                                       | Caterina Ferlazzo – Gabriella Manara                         | -0,08                                                        | Gabriella Olivieri – Cristina Golin                          | -0,44                                                        | Simonetta Paoluzi – Ilaria Saccavini                         | 0,27                                                         |

### Kategoria seniorów
| 51 DME, Dublin 2012. Składy reprezentacji w kategorii seniorów | 51 DME, Dublin 2012. Składy reprezentacji w kategorii seniorów | 51 DME, Dublin 2012. Składy reprezentacji w kategorii seniorów | 51 DME, Dublin 2012. Składy reprezentacji w kategorii seniorów | 51 DME, Dublin 2012. Składy reprezentacji w kategorii seniorów | 51 DME, Dublin 2012. Składy reprezentacji w kategorii seniorów | 51 DME, Dublin 2012. Składy reprezentacji w kategorii seniorów | 51 DME, Dublin 2012. Składy reprezentacji w kategorii seniorów |
| Kraj                                                           | F                                                              | Para 1                                                         | B                                                              | Para 2                                                         | B                                                              | Para 3                                                         | B                                                              |
| -------------------------------------------------------------- | -------------------------------------------------------------- | -------------------------------------------------------------- | -------------------------------------------------------------- | -------------------------------------------------------------- | -------------------------------------------------------------- | -------------------------------------------------------------- | -------------------------------------------------------------- |
| Anglia                                                         | Anglia                                                         | Tony Waterlow – Paul Hackett                                   | -0,37                                                          | Gunnar Hallberg – John Holland                                 | 0,29                                                           | David Price – Colin Simpson                                    | 0.00                                                           |
| Belgia                                                         | Belgia                                                         | Faramarz Bigdeli – Hubert Janssens                             | -0,07                                                          | David Johnson – Jacques Stas                                   | 0,44                                                           | Guy Polet – Alain Kaplan                                       | 0,40                                                           |
| Bułgaria                                                       | Bułgaria                                                       | Anton Antonov – Stoju Darakcziew                               | -0,49                                                          | Roumen Mantchev – Georgi Gergov                                | 0,08                                                           | Christo Christow – Toni Rusew                                  | 0,38                                                           |
| Dania                                                          | Dania                                                          | Thomas Berg – Geert Jørgensen                                  | -0,08                                                          | Hans Christian Nielsen – Knud-Aage Boesgaard                   | 0,47                                                           | Peter Schaltz – Kirsten Steen Møller                           | 0,29                                                           |
| Estonia                                                        | Estonia                                                        | Jaan Linnamägi – Paul Leis                                     | -0,43                                                          | Peeter Lond – Guido Kobolt                                     | -0,63                                                          | Kalle Pedak – Arvo Priimägi                                    | -0,95                                                          |
| Finlandia                                                      | Finlandia                                                      | Seppo Castren – Matti Sihvola                                  | -0,74                                                          | Pirjo Juuri-Oja – Erkki Juuri-Oja                              | -0,87                                                          | Väinö Kelhä – Tor Meinander                                    | -0,74                                                          |
| Francja                                                        | Francja                                                        | Patrick Grenthe – Philippe Vanhoutte                           | 0,51                                                           | Francois Leenhardt – Patrice Piganeau                          | 0,96                                                           | Guy Lasserre – Philippe Poizat                                 | -0,11                                                          |
| Hiszpania                                                      | Hiszpania                                                      | Maria Eugenia Hernández – Juan Manuel Melgar                   | -0,88                                                          | Giuseppe Grossi – Montserrat Mestres                           | -0,29                                                          | Joaquin Arimon – Ana Prados                                    | -0,56                                                          |
| Holandia                                                       | Holandia                                                       | Onno Janssens – Koos Vrieze                                    | 0,30                                                           | Christoffer Niemeijer – Anton Maas                             | 0,56                                                           | Christoffer Niemeijer – Loek Verhees Sr.                       | -0,05                                                          |
| Irlandia                                                       | Irlandia                                                       | A.T.R. Anderson – Pat Barry                                    | 0,06                                                           | Michael MacDonagh – Edward Fitzgerald                          | 0,08                                                           | Patrick McDevitt – Rory Timlin                                 | -0,22                                                          |
| Izrael                                                         | Izrael                                                         | David Birman – Daniela Birman                                  | 0,22                                                           | Joseph Engel – Julian Frydrich                                 | 0,03                                                           | Pinhas Romik – Shalom Zeligman                                 | 0,46                                                           |
| Niemcy                                                         | Niemcy                                                         | Michael Elinescu – Entscho Wladow                              | 0,90                                                           | Ulrich Kratz – Bernhard Sträter                                | -0,59                                                          | Reiner Marsal – Ulrich Wenning                                 | 0,23                                                           |
| Norwegia                                                       | Norwegia                                                       | Tor Bakke – Arve Farstad                                       | -0,25                                                          | Bjørn Buer – Johnny Holmbakken                                 | 0,08                                                           | Helge Maesel – Roald Maesel                                    | -0,10                                                          |
| Polska                                                         | Polska                                                         | Julian Klukowski – Wiktor Markowicz                            | -0,06                                                          | Apolinary Kowalski – Jacek Romański                            | 0,58                                                           | Krzysztof Lasocki – Jerzy Russyan                              | 0,69                                                           |
| Szkocja                                                        | Szkocja                                                        | John Matheson – Willie Coyle                                   | 0,32                                                           | Derek Diamond – Victor Silverstone                             | 0,49                                                           | John Murdoch – Iain Sime                                       | 0,21                                                           |
| Szwecja                                                        | Szwecja                                                        | Peter Billgren – Bjorn Sanzen                                  | -0,08                                                          | Sven-Åke Bjerregård – Anders Morath                            | 0,34                                                           | Lars-Ingvar Hydén – Göran Levan                                | -0,83                                                          |
| Turcja                                                         | Turcja                                                         | Faik Falay – Orhan Ekinci – İlhan Numanoğlu                    |                                                                | Cetin Sener Gebeceli – Mehmet Emin Copur – İlhan Numanoğlu     |                                                                |                                                                |                                                                |
| Walia                                                          | Walia                                                          | Mike Hirst – Jim Luck                                          | -0,19                                                          | Tony Disley – Roger Penton                                     | -1,09                                                          | John Salisbury – Mike Tedd                                     | -0,35                                                          |
| Włochy                                                         | Włochy                                                         | Andrea Buratti – Amedeo Comella                                | -0,33                                                          | Franco Caviezel – Franco Cedolin                               | 0,34                                                           | Carlo Mosca – Antonio Vivaldi                                  | 0,28                                                           |

Pary z Turcji występowały w meczach w różnych kombinacjach zawodników. Poniżej przedstawiono punktację Butlera dla poszczególnych par.
| Wyniki par Seniorów z Turcji             | Wyniki par Seniorów z Turcji | Wyniki par Seniorów z Turcji |
| Para                                     | Butler                       | Liczba rozdań                |
| ---------------------------------------- | ---------------------------- | ---------------------------- |
| Copur Mehmet Emin – Falay Faik           | 2,44                         | 16                           |
| Ekinci Orhan – Gebeceli Cetin Sener      | 0,25                         | 16                           |
| Copur Mehmet Emin – Gebeceli Cetin Sener | 0,12                         | 208                          |
| Ekinci Orhan – Falay Faik                | 0,07                         | 176                          |
| Falay Faik – Numanoglu Ilhan             | 0,02                         | 48                           |
| Copur Mehmet Emin – Ekinci Orhan         | -0,50                        | 32                           |
| Ekinci Orhan – Numanoglu Ilhan           | -0,88                        | 64                           |
| Falay Faik – Gebeceli Cetin Sener        | -1,44                        | 16                           |

## Wyniki
Poniżej podano tabele wyników w poszczególnych grupach. Zespoły w tych tabelach są uporządkowane według zajętych miejsc. (W dyskusji artykułu znajdują się tabele, gdzie zespoły są uporządkowane alfabetycznie.)
Do wyników włączono też kary nałożone na zespoły zaznaczając wynik z uwzględnioną karą kolorem czerwonym.

### Grupa A
Po zakończeniu rozgrywek 9 pierwszych drużyn grupy A (zaznaczonych wytłuszczeniem przy wyniku) przeszło do grupy finałowej (F).
| 51. Drużynowe Mistrzostwa Europy w Brydżu Sportowym. Wyniki grupy A. (Według rankigu końcowego). | 51. Drużynowe Mistrzostwa Europy w Brydżu Sportowym. Wyniki grupy A. (Według rankigu końcowego). | 51. Drużynowe Mistrzostwa Europy w Brydżu Sportowym. Wyniki grupy A. (Według rankigu końcowego). | 51. Drużynowe Mistrzostwa Europy w Brydżu Sportowym. Wyniki grupy A. (Według rankigu końcowego). | 51. Drużynowe Mistrzostwa Europy w Brydżu Sportowym. Wyniki grupy A. (Według rankigu końcowego). | 51. Drużynowe Mistrzostwa Europy w Brydżu Sportowym. Wyniki grupy A. (Według rankigu końcowego). | 51. Drużynowe Mistrzostwa Europy w Brydżu Sportowym. Wyniki grupy A. (Według rankigu końcowego). | 51. Drużynowe Mistrzostwa Europy w Brydżu Sportowym. Wyniki grupy A. (Według rankigu końcowego). | 51. Drużynowe Mistrzostwa Europy w Brydżu Sportowym. Wyniki grupy A. (Według rankigu końcowego). | 51. Drużynowe Mistrzostwa Europy w Brydżu Sportowym. Wyniki grupy A. (Według rankigu końcowego). | 51. Drużynowe Mistrzostwa Europy w Brydżu Sportowym. Wyniki grupy A. (Według rankigu końcowego). | 51. Drużynowe Mistrzostwa Europy w Brydżu Sportowym. Wyniki grupy A. (Według rankigu końcowego). | 51. Drużynowe Mistrzostwa Europy w Brydżu Sportowym. Wyniki grupy A. (Według rankigu końcowego). | 51. Drużynowe Mistrzostwa Europy w Brydżu Sportowym. Wyniki grupy A. (Według rankigu końcowego). | 51. Drużynowe Mistrzostwa Europy w Brydżu Sportowym. Wyniki grupy A. (Według rankigu końcowego). | 51. Drużynowe Mistrzostwa Europy w Brydżu Sportowym. Wyniki grupy A. (Według rankigu końcowego). | 51. Drużynowe Mistrzostwa Europy w Brydżu Sportowym. Wyniki grupy A. (Według rankigu końcowego). | 51. Drużynowe Mistrzostwa Europy w Brydżu Sportowym. Wyniki grupy A. (Według rankigu końcowego). | 51. Drużynowe Mistrzostwa Europy w Brydżu Sportowym. Wyniki grupy A. (Według rankigu końcowego). | 51. Drużynowe Mistrzostwa Europy w Brydżu Sportowym. Wyniki grupy A. (Według rankigu końcowego). | 51. Drużynowe Mistrzostwa Europy w Brydżu Sportowym. Wyniki grupy A. (Według rankigu końcowego). | 51. Drużynowe Mistrzostwa Europy w Brydżu Sportowym. Wyniki grupy A. (Według rankigu końcowego). | 51. Drużynowe Mistrzostwa Europy w Brydżu Sportowym. Wyniki grupy A. (Według rankigu końcowego). | 51. Drużynowe Mistrzostwa Europy w Brydżu Sportowym. Wyniki grupy A. (Według rankigu końcowego). |
| Kraj                                                                                             | F                                                                                                | Włochy                                                                                           | Izrael                                                                                           | Bułgaria                                                                                         | Szwecja                                                                                          | Niemcy                                                                                           | Turcja                                                                                           | Irlandia                                                                                         | Grecja                                                                                           | Norwegia                                                                                         | Węgry                                                                                            | Litwa                                                                                            | Ukraina                                                                                          | Łotwa                                                                                            | Belgia                                                                                           | Portugalia                                                                                       | Hiszpania                                                                                        | Szkocja                                                                                          | B                                                                                                | ±                                                                                                | Σ                                                                                                | P                                                                                                | F                                                                                                |
| ------------------------------------------------------------------------------------------------ | ------------------------------------------------------------------------------------------------ | ------------------------------------------------------------------------------------------------ | ------------------------------------------------------------------------------------------------ | ------------------------------------------------------------------------------------------------ | ------------------------------------------------------------------------------------------------ | ------------------------------------------------------------------------------------------------ | ------------------------------------------------------------------------------------------------ | ------------------------------------------------------------------------------------------------ | ------------------------------------------------------------------------------------------------ | ------------------------------------------------------------------------------------------------ | ------------------------------------------------------------------------------------------------ | ------------------------------------------------------------------------------------------------ | ------------------------------------------------------------------------------------------------ | ------------------------------------------------------------------------------------------------ | ------------------------------------------------------------------------------------------------ | ------------------------------------------------------------------------------------------------ | ------------------------------------------------------------------------------------------------ | ------------------------------------------------------------------------------------------------ | ------------------------------------------------------------------------------------------------ | ------------------------------------------------------------------------------------------------ | ------------------------------------------------------------------------------------------------ | ------------------------------------------------------------------------------------------------ | ------------------------------------------------------------------------------------------------ |
| Włochy                                                                                           | Włochy                                                                                           |                                                                                                  | 23:7                                                                                             | 15:15                                                                                            | 13:17                                                                                            | 17:13                                                                                            | 16:16                                                                                            | 23:7                                                                                             | 11:19                                                                                            | 17:13                                                                                            | 15:15                                                                                            | 14:16                                                                                            | 19:11                                                                                            | 20:10                                                                                            | 24:6                                                                                             | 25:1                                                                                             | 25:4                                                                                             | 25:3                                                                                             | 18                                                                                               |                                                                                                  | 320                                                                                              | 1                                                                                                | Włochy                                                                                           |
| Izrael                                                                                           | Izrael                                                                                           | 7:23                                                                                             |                                                                                                  | 17:13                                                                                            | 20:10                                                                                            | 21:9                                                                                             | 17:13                                                                                            | 1:25                                                                                             | 16:14                                                                                            | 23:7                                                                                             | 21:9                                                                                             | 20:10                                                                                            | 25:5                                                                                             | 20:10                                                                                            | 23:7                                                                                             | 21:9                                                                                             | 22:8                                                                                             | 17:13                                                                                            | 18                                                                                               |                                                                                                  | 309                                                                                              | 2                                                                                                | Izrael                                                                                           |
| Bułgaria                                                                                         | Bułgaria                                                                                         | 15:15                                                                                            | 13:17                                                                                            |                                                                                                  | 17:13                                                                                            | 10:20                                                                                            | 23:7                                                                                             | 21:9                                                                                             | 15:15                                                                                            | 7:23                                                                                             | 16:14                                                                                            | 20:10                                                                                            | 18:12                                                                                            | 19:11                                                                                            | 23:7                                                                                             | 25:0                                                                                             | 25:0                                                                                             | 20:10                                                                                            | 18                                                                                               |                                                                                                  | 305                                                                                              | 3                                                                                                | Bułgaria                                                                                         |
| Szwecja                                                                                          | Szwecja                                                                                          | 17:13                                                                                            | 10:20                                                                                            | 13:17                                                                                            |                                                                                                  | 15:15                                                                                            | 13:17                                                                                            | 19:11                                                                                            | 25:0                                                                                             | 10:20                                                                                            | 13:17                                                                                            | 19:11                                                                                            | 15:15                                                                                            | 25:4                                                                                             | 13:17                                                                                            | 25:0                                                                                             | 24:6                                                                                             | 25:5                                                                                             | 18                                                                                               |                                                                                                  | 299                                                                                              | 4                                                                                                | Szwecja                                                                                          |
| Niemcy                                                                                           | Niemcy                                                                                           | 13:17                                                                                            | 9:21                                                                                             | 20:10                                                                                            | 15:15                                                                                            |                                                                                                  | 12:18                                                                                            | 19:11                                                                                            | 23:7                                                                                             | 23,5:5,5                                                                                         | 16:14                                                                                            | 11:19                                                                                            | 13:17                                                                                            | 15:15                                                                                            | 15:15                                                                                            | 22:8                                                                                             | 25:1                                                                                             | 23:7                                                                                             | 18                                                                                               | 0,5                                                                                              | 292,5                                                                                            | 5                                                                                                | Niemcy                                                                                           |
| Turcja                                                                                           | Turcja                                                                                           | 14:16                                                                                            | 13:17                                                                                            | 7:23                                                                                             | 17:13                                                                                            | 18:12                                                                                            |                                                                                                  | 16:14                                                                                            | 6:24                                                                                             | 15:15                                                                                            | 17:13                                                                                            | 20:10                                                                                            | 16:14                                                                                            | 24:6                                                                                             | 25:3                                                                                             | 20:10                                                                                            | 17:13                                                                                            | 20:10                                                                                            | 18                                                                                               |                                                                                                  | 283                                                                                              | 6                                                                                                | Turcja                                                                                           |
| Irlandia                                                                                         | Irlandia                                                                                         | 7:23                                                                                             | 25:1                                                                                             | 9:21                                                                                             | 11:19                                                                                            | 11:19                                                                                            | 14:16                                                                                            |                                                                                                  | 15:15                                                                                            | 16:14                                                                                            | 25:4                                                                                             | 17:13                                                                                            | 22:4                                                                                             | 16:14                                                                                            | 13:17                                                                                            | 25:3                                                                                             | 10:20                                                                                            | 20:10                                                                                            | 18                                                                                               |                                                                                                  | 274                                                                                              | 7                                                                                                | Irlandia                                                                                         |
| Grecja                                                                                           | Grecja                                                                                           | 19:11                                                                                            | 14:16                                                                                            | 15:15                                                                                            | 0:25                                                                                             | 7:23                                                                                             | 24:6                                                                                             | 15:15                                                                                            |                                                                                                  | 12:18                                                                                            | 22:8                                                                                             | 12:18                                                                                            | 15:15                                                                                            | 16:14                                                                                            | 24:6                                                                                             | 19:11                                                                                            | 21:9                                                                                             | 20:10                                                                                            | 18                                                                                               |                                                                                                  | 273                                                                                              | 8                                                                                                | Grecja                                                                                           |
| Norwegia                                                                                         | Norwegia                                                                                         | 13:17                                                                                            | 7:23                                                                                             | 23:7                                                                                             | 20:10                                                                                            | 5,5:23,5                                                                                         | 15:15                                                                                            | 14:16                                                                                            | 18:12                                                                                            |                                                                                                  | 5:25                                                                                             | 22:8                                                                                             | 11:19                                                                                            | 15:15                                                                                            | 16:14                                                                                            | 23:7                                                                                             | 25:1                                                                                             | 20:10                                                                                            | 18                                                                                               | 0,5                                                                                              | 270,5                                                                                            | 9                                                                                                | Norwegia                                                                                         |
| Węgry                                                                                            | Węgry                                                                                            | 15:15                                                                                            | 9:21                                                                                             | 14:16                                                                                            | 17:13                                                                                            | 14:16                                                                                            | 13:17                                                                                            | 4:25                                                                                             | 8:22                                                                                             | 25:5                                                                                             |                                                                                                  | 18:12                                                                                            | 13:17                                                                                            | 16:14                                                                                            | 17:13                                                                                            | 18:12                                                                                            | 25:5                                                                                             | 24:6                                                                                             | 18                                                                                               |                                                                                                  | 268                                                                                              | 10                                                                                               | Węgry                                                                                            |
| Litwa                                                                                            | Litwa                                                                                            | 16:14                                                                                            | 10:20                                                                                            | 10:20                                                                                            | 11:19                                                                                            | 19:11                                                                                            | 10:20                                                                                            | 13:17                                                                                            | 18:12                                                                                            | 8:22                                                                                             | 12:18                                                                                            |                                                                                                  | 17:13                                                                                            | 2:25                                                                                             | 18:12                                                                                            | 23:7                                                                                             | 25:2                                                                                             | 17:13                                                                                            | 18                                                                                               |                                                                                                  | 247                                                                                              | 11                                                                                               | Litwa                                                                                            |
| Ukraina                                                                                          | Ukraina                                                                                          | 11:19                                                                                            | 5:25                                                                                             | 12:18                                                                                            | 15:15                                                                                            | 17:13                                                                                            | 14:16                                                                                            | 4:22                                                                                             | 15:15                                                                                            | 19:11                                                                                            | 17:13                                                                                            | 13:17                                                                                            |                                                                                                  | 14:16                                                                                            | 12:18                                                                                            | 25:3                                                                                             | 10:20                                                                                            | 21:9                                                                                             | 18                                                                                               | 4                                                                                                | 242                                                                                              | 12                                                                                               | Ukraina                                                                                          |
| Łotwa                                                                                            | Łotwa                                                                                            | 10:20                                                                                            | 10:20                                                                                            | 11:19                                                                                            | 4:25                                                                                             | 15:15                                                                                            | 6:24                                                                                             | 14:16                                                                                            | 14:16                                                                                            | 15:15                                                                                            | 14:16                                                                                            | 25:2                                                                                             | 16:14                                                                                            |                                                                                                  | 12:18                                                                                            | 11:19                                                                                            | 20:10                                                                                            | 24:6                                                                                             | 18                                                                                               |                                                                                                  | 239                                                                                              | 13                                                                                               | Łotwa                                                                                            |
| Belgia                                                                                           | Belgia                                                                                           | 6:24                                                                                             | 7:23                                                                                             | 7:23                                                                                             | 17:13                                                                                            | 15:15                                                                                            | 3:25                                                                                             | 17:13                                                                                            | 6:24                                                                                             | 14:16                                                                                            | 13:17                                                                                            | 12:18                                                                                            | 18:12                                                                                            | 18:12                                                                                            |                                                                                                  | 10:20                                                                                            | 11:19                                                                                            | 14:16                                                                                            | 18                                                                                               |                                                                                                  | 206                                                                                              | 14                                                                                               | Belgia                                                                                           |
| Portugalia                                                                                       | Portugalia                                                                                       | 1:25                                                                                             | 9:21                                                                                             | 0:25                                                                                             | 0:25                                                                                             | 8:22                                                                                             | 10:20                                                                                            | 3:25                                                                                             | 11:19                                                                                            | 7:23                                                                                             | 12:18                                                                                            | 7:23                                                                                             | 3:25                                                                                             | 19:11                                                                                            | 20:10                                                                                            |                                                                                                  | 25:5                                                                                             | 14:16                                                                                            | 18                                                                                               |                                                                                                  | 167                                                                                              | 15                                                                                               | Portugalia                                                                                       |
| Hiszpania                                                                                        | Hiszpania                                                                                        | 4:25                                                                                             | 8:22                                                                                             | 0:25                                                                                             | 6:24                                                                                             | 1:25                                                                                             | 13:17                                                                                            | 10:10                                                                                            | 9:21                                                                                             | 1:25                                                                                             | 5:25                                                                                             | 2:25                                                                                             | 20:10                                                                                            | 10:20                                                                                            | 19:11                                                                                            | 5:25                                                                                             |                                                                                                  | 25:3                                                                                             | 18                                                                                               |                                                                                                  | 166                                                                                              | 16                                                                                               | Hiszpania                                                                                        |
| Szkocja                                                                                          | Szkocja                                                                                          | 3:25                                                                                             | 13:17                                                                                            | 10:20                                                                                            | 5:25                                                                                             | 7:23                                                                                             | 10:20                                                                                            | 10:20                                                                                            | 10:20                                                                                            | 10:20                                                                                            | 6:24                                                                                             | 13:17                                                                                            | 9:21                                                                                             | 6:24                                                                                             | 16:14                                                                                            | 16:14                                                                                            | 3:25                                                                                             |                                                                                                  | 18                                                                                               |                                                                                                  | 165                                                                                              | 17                                                                                               | Szkocja                                                                                          |

### Grupa B
Po zakończeniu rozgrywek 9 pierwszych drużyn grupy B przeszło do grupy finałowej (F).
| 51. Drużynowe Mistrzostwa Europy w Brydżu Sportowym. Wyniki grupy B. (Według rankigu końcowego). | 51. Drużynowe Mistrzostwa Europy w Brydżu Sportowym. Wyniki grupy B. (Według rankigu końcowego). | 51. Drużynowe Mistrzostwa Europy w Brydżu Sportowym. Wyniki grupy B. (Według rankigu końcowego). | 51. Drużynowe Mistrzostwa Europy w Brydżu Sportowym. Wyniki grupy B. (Według rankigu końcowego). | 51. Drużynowe Mistrzostwa Europy w Brydżu Sportowym. Wyniki grupy B. (Według rankigu końcowego). | 51. Drużynowe Mistrzostwa Europy w Brydżu Sportowym. Wyniki grupy B. (Według rankigu końcowego). | 51. Drużynowe Mistrzostwa Europy w Brydżu Sportowym. Wyniki grupy B. (Według rankigu końcowego). | 51. Drużynowe Mistrzostwa Europy w Brydżu Sportowym. Wyniki grupy B. (Według rankigu końcowego). | 51. Drużynowe Mistrzostwa Europy w Brydżu Sportowym. Wyniki grupy B. (Według rankigu końcowego). | 51. Drużynowe Mistrzostwa Europy w Brydżu Sportowym. Wyniki grupy B. (Według rankigu końcowego). | 51. Drużynowe Mistrzostwa Europy w Brydżu Sportowym. Wyniki grupy B. (Według rankigu końcowego). | 51. Drużynowe Mistrzostwa Europy w Brydżu Sportowym. Wyniki grupy B. (Według rankigu końcowego). | 51. Drużynowe Mistrzostwa Europy w Brydżu Sportowym. Wyniki grupy B. (Według rankigu końcowego). | 51. Drużynowe Mistrzostwa Europy w Brydżu Sportowym. Wyniki grupy B. (Według rankigu końcowego). | 51. Drużynowe Mistrzostwa Europy w Brydżu Sportowym. Wyniki grupy B. (Według rankigu końcowego). | 51. Drużynowe Mistrzostwa Europy w Brydżu Sportowym. Wyniki grupy B. (Według rankigu końcowego). | 51. Drużynowe Mistrzostwa Europy w Brydżu Sportowym. Wyniki grupy B. (Według rankigu końcowego). | 51. Drużynowe Mistrzostwa Europy w Brydżu Sportowym. Wyniki grupy B. (Według rankigu końcowego). | 51. Drużynowe Mistrzostwa Europy w Brydżu Sportowym. Wyniki grupy B. (Według rankigu końcowego). | 51. Drużynowe Mistrzostwa Europy w Brydżu Sportowym. Wyniki grupy B. (Według rankigu końcowego). | 51. Drużynowe Mistrzostwa Europy w Brydżu Sportowym. Wyniki grupy B. (Według rankigu końcowego). | 51. Drużynowe Mistrzostwa Europy w Brydżu Sportowym. Wyniki grupy B. (Według rankigu końcowego). | 51. Drużynowe Mistrzostwa Europy w Brydżu Sportowym. Wyniki grupy B. (Według rankigu końcowego). | 51. Drużynowe Mistrzostwa Europy w Brydżu Sportowym. Wyniki grupy B. (Według rankigu końcowego). |
| ------------------------------------------------------------------------------------------------ | ------------------------------------------------------------------------------------------------ | ------------------------------------------------------------------------------------------------ | ------------------------------------------------------------------------------------------------ | ------------------------------------------------------------------------------------------------ | ------------------------------------------------------------------------------------------------ | ------------------------------------------------------------------------------------------------ | ------------------------------------------------------------------------------------------------ | ------------------------------------------------------------------------------------------------ | ------------------------------------------------------------------------------------------------ | ------------------------------------------------------------------------------------------------ | ------------------------------------------------------------------------------------------------ | ------------------------------------------------------------------------------------------------ | ------------------------------------------------------------------------------------------------ | ------------------------------------------------------------------------------------------------ | ------------------------------------------------------------------------------------------------ | ------------------------------------------------------------------------------------------------ | ------------------------------------------------------------------------------------------------ | ------------------------------------------------------------------------------------------------ | ------------------------------------------------------------------------------------------------ | ------------------------------------------------------------------------------------------------ | ------------------------------------------------------------------------------------------------ | ------------------------------------------------------------------------------------------------ | ------------------------------------------------------------------------------------------------ |
| Kraj                                                                                             | F                                                                                                | Monako                                                                                           | Anglia                                                                                           | Rosja                                                                                            | Polska                                                                                           | Szwajcaria                                                                                       | Holandia                                                                                         | Francja                                                                                          | Rumunia                                                                                          | Islandia                                                                                         | Estonia                                                                                          | Walia                                                                                            | Dania                                                                                            | Luksemburg                                                                                       | Austria                                                                                          | Finlandia                                                                                        | Chorwacja                                                                                        | Cypr                                                                                             | B                                                                                                | ±                                                                                                | Σ                                                                                                | P                                                                                                | F                                                                                                |
| Monako                                                                                           | Monako                                                                                           |                                                                                                  | 19:11                                                                                            | 14:16                                                                                            | 25:0                                                                                             | 16:14                                                                                            | 16:14                                                                                            | 24:6                                                                                             | 17:13                                                                                            | 25:2                                                                                             | 21:9                                                                                             | 25:0                                                                                             | 25:5                                                                                             | 11:19                                                                                            | 25:5                                                                                             | 14:16                                                                                            | 20:10                                                                                            | 25:4                                                                                             | 18                                                                                               |                                                                                                  | 340                                                                                              | 1                                                                                                | Monako                                                                                           |
| Anglia                                                                                           | Anglia                                                                                           | 11:19                                                                                            |                                                                                                  | 17:13                                                                                            | 14:16                                                                                            | 15:15                                                                                            | 18:12                                                                                            | 24:6                                                                                             | 23:7                                                                                             | 21:9                                                                                             | 17:13                                                                                            | 18:12                                                                                            | 9:21                                                                                             | 13:17                                                                                            | 21:9                                                                                             | 14:16                                                                                            | 19:11                                                                                            | 25:1                                                                                             | 18                                                                                               |                                                                                                  | 297                                                                                              | 2                                                                                                | Anglia                                                                                           |
| Rosja                                                                                            | Rosja                                                                                            | 16:14                                                                                            | 13:17                                                                                            |                                                                                                  | 25:4                                                                                             | 23:7                                                                                             | 10:20                                                                                            | 4:25                                                                                             | 21:9                                                                                             | 15:15                                                                                            | 14:16                                                                                            | 20:10                                                                                            | 16:14                                                                                            | 20:10                                                                                            | 25:5                                                                                             | 21:9                                                                                             | 21:9                                                                                             | 14:16                                                                                            | 18                                                                                               |                                                                                                  | 296                                                                                              | 3                                                                                                | Rosja                                                                                            |
| Polska                                                                                           | Polska                                                                                           | 0:25                                                                                             | 16:14                                                                                            | 4:25                                                                                             |                                                                                                  | 23:7                                                                                             | 23:7                                                                                             | 25:5                                                                                             | 10:20                                                                                            | 13:17                                                                                            | 19:11                                                                                            | 15:15                                                                                            | 23:7                                                                                             | 16:14                                                                                            | 24:6                                                                                             | 25:3                                                                                             | 8:22                                                                                             | 25:3                                                                                             | 18                                                                                               |                                                                                                  | 287                                                                                              | 4                                                                                                | Polska                                                                                           |
| Szwajcaria                                                                                       | Szwajcaria                                                                                       | 14:16                                                                                            | 15:15                                                                                            | 7:23                                                                                             | 7:23                                                                                             |                                                                                                  | 16:14                                                                                            | 14:16                                                                                            | 25:5                                                                                             | 16:14                                                                                            | 15:15                                                                                            | 21:9                                                                                             | 20:10                                                                                            | 10:20                                                                                            | 18:12                                                                                            | 21:9                                                                                             | 19:11                                                                                            | 21:1                                                                                             | 18                                                                                               |                                                                                                  | 281                                                                                              | 5..6                                                                                             | Szwajcaria                                                                                       |
| Holandia                                                                                         | Holandia                                                                                         | 14:16                                                                                            | 12:18                                                                                            | 20:10                                                                                            | 7:23                                                                                             | 14:16                                                                                            |                                                                                                  | 21:9                                                                                             | 10:20                                                                                            | 19:11                                                                                            | 11:19                                                                                            | 19:11                                                                                            | 14:16                                                                                            | 21:9                                                                                             | 11:19                                                                                            | 20:10                                                                                            | 25:2                                                                                             | 25:0                                                                                             | 18                                                                                               |                                                                                                  | 281                                                                                              | 5..6                                                                                             | Holandia                                                                                         |
| Francja                                                                                          | Francja                                                                                          | 6:24                                                                                             | 6:24                                                                                             | 25:4                                                                                             | 5:25                                                                                             | 16:14                                                                                            | 9:21                                                                                             |                                                                                                  | 22:8                                                                                             | 20:10                                                                                            | 17:13                                                                                            | 5:25                                                                                             | 18:12                                                                                            | 18:12                                                                                            | 23:7                                                                                             | 16:14                                                                                            | 20:10                                                                                            | 25:4                                                                                             | 18                                                                                               |                                                                                                  | 269                                                                                              | 7                                                                                                | Francja                                                                                          |
| Rumunia                                                                                          | Rumunia                                                                                          | 13:17                                                                                            | 7:23                                                                                             | 9:21                                                                                             | 20:10                                                                                            | 5:25                                                                                             | 20:10                                                                                            | 8:22                                                                                             |                                                                                                  | 21:9                                                                                             | 15:15                                                                                            | 4:25                                                                                             | 20:10                                                                                            | 23:7                                                                                             | 18:12                                                                                            | 18:12                                                                                            | 24:6                                                                                             | 25:5                                                                                             | 18                                                                                               |                                                                                                  | 268                                                                                              | 8                                                                                                | Rumunia                                                                                          |
| Islandia                                                                                         | Islandia                                                                                         | 2:25                                                                                             | 9:21                                                                                             | 15:15                                                                                            | 17:13                                                                                            | 14:16                                                                                            | 11:19                                                                                            | 10:20                                                                                            | 9:21                                                                                             |                                                                                                  | 18:12                                                                                            | 23:7                                                                                             | 19:11                                                                                            | 24:6                                                                                             | 7:23                                                                                             | 9:21                                                                                             | 25:5                                                                                             | 25:5                                                                                             | 18                                                                                               |                                                                                                  | 255                                                                                              | 9                                                                                                | Islandia                                                                                         |
| Estonia                                                                                          | Estonia                                                                                          | 9:21                                                                                             | 13:17                                                                                            | 16:14                                                                                            | 11:19                                                                                            | 15:15                                                                                            | 19:11                                                                                            | 13:17                                                                                            | 15:15                                                                                            | 12:18                                                                                            |                                                                                                  | 7:23                                                                                             | 20:10                                                                                            | 21:9                                                                                             | 8:22                                                                                             | 21:9                                                                                             | 9:21                                                                                             | 22:8                                                                                             | 18                                                                                               |                                                                                                  | 249                                                                                              | 10                                                                                               | Estonia                                                                                          |
| Walia                                                                                            | Walia                                                                                            | 0:25                                                                                             | 12:18                                                                                            | 10:20                                                                                            | 15:15                                                                                            | 9:21                                                                                             | 11:19                                                                                            | 25:5                                                                                             | 25:4                                                                                             | 7:23                                                                                             | 23:7                                                                                             |                                                                                                  | 15,5:14                                                                                          | 21:9                                                                                             | 10:20                                                                                            | 14:16                                                                                            | 14:16                                                                                            | 13:17                                                                                            | 18                                                                                               | 0,5                                                                                              | 242,5                                                                                            | 11                                                                                               | Walia                                                                                            |
| Dania                                                                                            | Dania                                                                                            | 5:25                                                                                             | 21:9                                                                                             | 14:16                                                                                            | 7:23                                                                                             | 10:20                                                                                            | 16:14                                                                                            | 12:18                                                                                            | 10:20                                                                                            | 11:19                                                                                            | 10:20                                                                                            | 14:15,5                                                                                          |                                                                                                  | 16:14                                                                                            | 24:6                                                                                             | 14:16                                                                                            | 25:4                                                                                             | 14:16                                                                                            | 18                                                                                               |                                                                                                  | 241                                                                                              | 12                                                                                               | Dania                                                                                            |
| Luksemburg                                                                                       | Luksemburg                                                                                       | 19:11                                                                                            | 17:13                                                                                            | 10:20                                                                                            | 14:16                                                                                            | 20:10                                                                                            | 9:21                                                                                             | 12:18                                                                                            | 7:23                                                                                             | 6:24                                                                                             | 9:21                                                                                             | 9:21                                                                                             | 14:16                                                                                            |                                                                                                  | 20:10                                                                                            | 25:1                                                                                             | 15:15                                                                                            | 16:14                                                                                            | 18                                                                                               |                                                                                                  | 240                                                                                              | 13                                                                                               | Luksemburg                                                                                       |
| Austria                                                                                          | Austria                                                                                          | 5:25                                                                                             | 9:21                                                                                             | 5:25                                                                                             | 6:24                                                                                             | 12:18                                                                                            | 19:11                                                                                            | 7:23                                                                                             | 12:18                                                                                            | 23:7                                                                                             | 22:8                                                                                             | 20:10                                                                                            | 6:24                                                                                             | 10:20                                                                                            |                                                                                                  | 19:11                                                                                            | 22:8                                                                                             | 20:10                                                                                            | 18                                                                                               |                                                                                                  | 235                                                                                              | 14                                                                                               | Austria                                                                                          |
| Finlandia                                                                                        | Finlandia                                                                                        | 16:14                                                                                            | 16:14                                                                                            | 9:21                                                                                             | 3:25                                                                                             | 9:21                                                                                             | 10:20                                                                                            | 14:16                                                                                            | 12:18                                                                                            | 21:9                                                                                             | 9:21                                                                                             | 16:14                                                                                            | 16:14                                                                                            | 1:25                                                                                             | 11:19                                                                                            |                                                                                                  | 10:20                                                                                            | 25:4                                                                                             | 18                                                                                               |                                                                                                  | 216                                                                                              | 15                                                                                               | Finlandia                                                                                        |
| Chorwacja                                                                                        | Chorwacja                                                                                        | 10:20                                                                                            | 11:19                                                                                            | 9:21                                                                                             | 22:8                                                                                             | 11:19                                                                                            | 2:25                                                                                             | 10:20                                                                                            | 6:24                                                                                             | 5:25                                                                                             | 21:9                                                                                             | 16:14                                                                                            | 4:25                                                                                             | 15:15                                                                                            | 8:22                                                                                             | 20:10                                                                                            |                                                                                                  | 20:10                                                                                            | 18                                                                                               | 3                                                                                                | 208                                                                                              | 16                                                                                               | Chorwacja                                                                                        |
| Cypr                                                                                             | Cypr                                                                                             | 4:25                                                                                             | 1:25                                                                                             | 16:14                                                                                            | 3:25                                                                                             | 1:25                                                                                             | 0:25                                                                                             | 4:25                                                                                             | 5:25                                                                                             | 5:25                                                                                             | 8:22                                                                                             | 17:13                                                                                            | 16:14                                                                                            | 14:16                                                                                            | 10:20                                                                                            | 4:25                                                                                             | 10:20                                                                                            |                                                                                                  | 18                                                                                               |                                                                                                  | 136                                                                                              | 17                                                                                               | Cypr                                                                                             |

### Grupa finałowa
| 51. Drużynowe Mistrzostwa Europy w Brydżu Sportowym. Wyniki grupy Finałowej. (Według rankigu końcowego) | 51. Drużynowe Mistrzostwa Europy w Brydżu Sportowym. Wyniki grupy Finałowej. (Według rankigu końcowego) | 51. Drużynowe Mistrzostwa Europy w Brydżu Sportowym. Wyniki grupy Finałowej. (Według rankigu końcowego) | 51. Drużynowe Mistrzostwa Europy w Brydżu Sportowym. Wyniki grupy Finałowej. (Według rankigu końcowego) | 51. Drużynowe Mistrzostwa Europy w Brydżu Sportowym. Wyniki grupy Finałowej. (Według rankigu końcowego) | 51. Drużynowe Mistrzostwa Europy w Brydżu Sportowym. Wyniki grupy Finałowej. (Według rankigu końcowego) | 51. Drużynowe Mistrzostwa Europy w Brydżu Sportowym. Wyniki grupy Finałowej. (Według rankigu końcowego) | 51. Drużynowe Mistrzostwa Europy w Brydżu Sportowym. Wyniki grupy Finałowej. (Według rankigu końcowego) | 51. Drużynowe Mistrzostwa Europy w Brydżu Sportowym. Wyniki grupy Finałowej. (Według rankigu końcowego) | 51. Drużynowe Mistrzostwa Europy w Brydżu Sportowym. Wyniki grupy Finałowej. (Według rankigu końcowego) | 51. Drużynowe Mistrzostwa Europy w Brydżu Sportowym. Wyniki grupy Finałowej. (Według rankigu końcowego) | 51. Drużynowe Mistrzostwa Europy w Brydżu Sportowym. Wyniki grupy Finałowej. (Według rankigu końcowego) | 51. Drużynowe Mistrzostwa Europy w Brydżu Sportowym. Wyniki grupy Finałowej. (Według rankigu końcowego) | 51. Drużynowe Mistrzostwa Europy w Brydżu Sportowym. Wyniki grupy Finałowej. (Według rankigu końcowego) | 51. Drużynowe Mistrzostwa Europy w Brydżu Sportowym. Wyniki grupy Finałowej. (Według rankigu końcowego) | 51. Drużynowe Mistrzostwa Europy w Brydżu Sportowym. Wyniki grupy Finałowej. (Według rankigu końcowego) | 51. Drużynowe Mistrzostwa Europy w Brydżu Sportowym. Wyniki grupy Finałowej. (Według rankigu końcowego) | 51. Drużynowe Mistrzostwa Europy w Brydżu Sportowym. Wyniki grupy Finałowej. (Według rankigu końcowego) | 51. Drużynowe Mistrzostwa Europy w Brydżu Sportowym. Wyniki grupy Finałowej. (Według rankigu końcowego) | 51. Drużynowe Mistrzostwa Europy w Brydżu Sportowym. Wyniki grupy Finałowej. (Według rankigu końcowego) | 51. Drużynowe Mistrzostwa Europy w Brydżu Sportowym. Wyniki grupy Finałowej. (Według rankigu końcowego) | 51. Drużynowe Mistrzostwa Europy w Brydżu Sportowym. Wyniki grupy Finałowej. (Według rankigu końcowego) | 51. Drużynowe Mistrzostwa Europy w Brydżu Sportowym. Wyniki grupy Finałowej. (Według rankigu końcowego) | 51. Drużynowe Mistrzostwa Europy w Brydżu Sportowym. Wyniki grupy Finałowej. (Według rankigu końcowego) |
| Kraj | F | Monako                                                                                                  | Holandia                                                                                                | Włochy                                                                                                  | Anglia                                                                                                  | Polska                                                                                                  | Niemcy                                                                                                  | Izrael                                                                                                  | Szwecja                                                                                                 | Bułgaria                                                                                                | Rosja                                                                                                   | Francja                                                                                                 | Irlandia                                                                                                | Islandia                                                                                                | Grecja                                                                                                  | Norwegia                                                                                                | Turcja                                                                                                  | Szwajcaria                                                                                              | Rumunia                                                                                                 | ± | Σ | P | F |
| --- | --- | --- | --- | --- | --- | --- | --- | --- | --- | --- | --- | --- | --- | --- | --- | --- | --- | --- | --- | --- | --- | --- | --- |
| Monako                                                                                                  | Monako                                                                                                  | | 16:14                                                                                                   | 8:22 | 19:11                                                                                                   | 25:0 | 15:15                                                                                                   | 15:15                                                                                                   | 24:6 | 16:14                                                                                                   | 14:16                                                                                                   | 24:6 | 25:0 | 25:2 | 12:18                                                                                                   | 13:17                                                                                                   | 20:10                                                                                                   | 16:14                                                                                                   | 17:13                                                                                                   | | 304 | 1 | Monako                                                                                                  |
| Holandia                                                                                                | Holandia                                                                                                | 14:16                                                                                                   | | 18:12                                                                                                   | 12:18                                                                                                   | 7:23 | 18:12                                                                                                   | 17:13                                                                                                   | 16:14                                                                                                   | 11:19                                                                                                   | 20:10                                                                                                   | 21:9 | 22:8 | 19:11                                                                                                   | 23:7 | 25:2 | 23:7 | 14:16                                                                                                   | 10:20                                                                                                   | | 290 | 2 | Holandia                                                                                                |
| Włochy                                                                                                  | Włochy                                                                                                  | 22:8 | 12:18                                                                                                   | | 11:19                                                                                                   | 10:20                                                                                                   | 17:13                                                                                                   | 23:7 | 13:17                                                                                                   | 15:15                                                                                                   | 18:12                                                                                                   | 16:14                                                                                                   | 23:7 | 22:8 | 11:19                                                                                                   | 17:13                                                                                                   | 16:14                                                                                                   | 15:15                                                                                                   | 25:1 | | 286 | 3 | Włochy                                                                                                  |
| Anglia                                                                                                  | Anglia                                                                                                  | 11:19                                                                                                   | 18:12                                                                                                   | 19:11                                                                                                   | | 14:16                                                                                                   | 13:17                                                                                                   | 17:13                                                                                                   | 11:19                                                                                                   | 15:15                                                                                                   | 17:13                                                                                                   | 24:6 | 16:14                                                                                                   | 21:9 | 20:10                                                                                                   | 13:17                                                                                                   | 12:18                                                                                                   | 15:15                                                                                                   | 23:7 | | 279 | 4 | Anglia                                                                                                  |
| Polska                                                                                                  | Polska                                                                                                  | 0:25 | 23:7 | 20:10                                                                                                   | 16:14                                                                                                   | | 8:22 | 23:7 | 10:20                                                                                                   | 14,7:14,3                                                                                               | 4:25 | 25:5 | 16:14                                                                                                   | 13:17                                                                                                   | 21:9 | 25:5 | 25:5 | 23:7 | 10:20                                                                                                   | 0,3 | 276,7                                                                                                   | 5 | Polska                                                                                                  |
| Niemcy                                                                                                  | Niemcy                                                                                                  | 15:15                                                                                                   | 12:18                                                                                                   | 13:17                                                                                                   | 17:13                                                                                                   | 22:8 | | 9:21 | 15:15                                                                                                   | 20:10                                                                                                   | 9:21 | 14:16                                                                                                   | 19:11                                                                                                   | 7:23 | 23:7 | 23,5:5,5                                                                                                | 12:18                                                                                                   | 22:8 | 21:9 | 0,5 | 273,5                                                                                                   | 6 | Niemcy                                                                                                  |
| Izrael                                                                                                  | Izrael                                                                                                  | 15:15                                                                                                   | 13:17                                                                                                   | 7:23 | 13:17                                                                                                   | 7:23 | 21:9 | | 20:10                                                                                                   | 17:13                                                                                                   | 15:15                                                                                                   | 16:14                                                                                                   | 1:25 | 13:17                                                                                                   | 16:14                                                                                                   | 23:7 | 17:13                                                                                                   | 23:7 | 21:9 | | 258 | 7 | Izrael                                                                                                  |
| Szwecja                                                                                                 | Szwecja                                                                                                 | 6:24 | 14:16                                                                                                   | 17:13                                                                                                   | 19:11                                                                                                   | 20:10                                                                                                   | 15:15                                                                                                   | 10:20                                                                                                   | | 13:17                                                                                                   | 17:13                                                                                                   | 13:17                                                                                                   | 19:11                                                                                                   | 11:19                                                                                                   | 25:0 | 10:20                                                                                                   | 13:17                                                                                                   | 18:12                                                                                                   | 15:15                                                                                                   | | 255 | 8 | Szwecja                                                                                                 |
| Bułgaria                                                                                                | Bułgaria                                                                                                | 14:16                                                                                                   | 19:11                                                                                                   | 15:15                                                                                                   | 15:15                                                                                                   | 14,3:14,7                                                                                               | 10:20                                                                                                   | 13:17                                                                                                   | 17:13                                                                                                   | | 16:14                                                                                                   | 19:11                                                                                                   | 21:9 | 1:25 | 15:15                                                                                                   | 7:23 | 23:7 | 17:13                                                                                                   | 18:12                                                                                                   | 0,7 | 254,3                                                                                                   | 9 | Bułgaria                                                                                                |
| Rosja                                                                                                   | Rosja                                                                                                   | 16:14                                                                                                   | 10:20                                                                                                   | 12:18                                                                                                   | 13:17                                                                                                   | 25:4 | 21:9 | 15:15                                                                                                   | 13:17                                                                                                   | 14:16                                                                                                   | | 4:25 | 14:16                                                                                                   | 15:15                                                                                                   | 4:25 | 14:16                                                                                                   | 20:10                                                                                                   | 23:7 | 21:9 | | 254 | 10 | Rosja                                                                                                   |
| Francja                                                                                                 | Francja                                                                                                 | 6:24 | 9:21 | 14:16                                                                                                   | 6:24 | 5:25 | 16:14                                                                                                   | 14:16                                                                                                   | 17:13                                                                                                   | 11:19                                                                                                   | 25:4 | | 19:11                                                                                                   | 20:10                                                                                                   | 18:12                                                                                                   | 23:7 | 9:21 | 16:14                                                                                                   | 22:8 | | 250 | 11 | Francja                                                                                                 |
| Irlandia                                                                                                | Irlandia                                                                                                | 0:25 | 8:22 | 7:23 | 14:16                                                                                                   | 14:16                                                                                                   | 11:19                                                                                                   | 25:1 | 11:19                                                                                                   | 9:21 | 16:14                                                                                                   | 11:19                                                                                                   | | 24:6 | 15:15                                                                                                   | 16:14                                                                                                   | 14:16                                                                                                   | 25:4 | 24:6 | | 244 | 12 | Irlandia                                                                                                |
| Islandia                                                                                                | Islandia                                                                                                | 2:25 | 11:19                                                                                                   | 8:22 | 9:21 | 17:13                                                                                                   | 23:7 | 17:13                                                                                                   | 19:11                                                                                                   | 25:1 | 15:15                                                                                                   | 10:20                                                                                                   | 6:24 | | 17:13                                                                                                   | 17:13                                                                                                   | 18:12                                                                                                   | 14:16                                                                                                   | 9:21 | | 237 | 13 | Islandia                                                                                                |
| Grecja                                                                                                  | Grecja                                                                                                  | 18:12                                                                                                   | 7:23 | 19:11                                                                                                   | 10:20                                                                                                   | 9:21 | 7:23 | 14:16                                                                                                   | 0:25 | 15:15                                                                                                   | 25:4 | 12:18                                                                                                   | 15:15                                                                                                   | 13:17                                                                                                   | | 12:18                                                                                                   | 24:6 | 16:14                                                                                                   | 13:17                                                                                                   | | 229 | 14 | Grecja                                                                                                  |
| Norwegia                                                                                                | Norwegia                                                                                                | 17:13                                                                                                   | 2:25 | 13:17                                                                                                   | 17:13                                                                                                   | 5:25 | 5,5:23,5                                                                                                | 7:23 | 20:10                                                                                                   | 23:7 | 16:14                                                                                                   | 7:23 | 14:16                                                                                                   | 13:17                                                                                                   | 18:12                                                                                                   | | 15:15                                                                                                   | 20:10                                                                                                   | 13:17                                                                                                   | 0,5 | 225,5                                                                                                   | 15 | Norwegia                                                                                                |
| Turcja                                                                                                  | Turcja                                                                                                  | 10:20                                                                                                   | 7:23 | 14:16                                                                                                   | 18:12                                                                                                   | 5:25 | 18:12                                                                                                   | 13:17                                                                                                   | 17:13                                                                                                   | 7:23 | 10:20                                                                                                   | 21:9 | 16:14                                                                                                   | 12:18                                                                                                   | 6:24 | 15:15                                                                                                   | | 7:23 | 25:5 | | 221 | 16 | Turcja                                                                                                  |
| Szwajcaria                                                                                              | Szwajcaria                                                                                              | 14:16                                                                                                   | 16:14                                                                                                   | 15:15                                                                                                   | 15:15                                                                                                   | 7:23 | 8:22 | 7:23 | 12:18                                                                                                   | 13:17                                                                                                   | 7:23 | 14:16                                                                                                   | 4:25 | 16:14                                                                                                   | 14:16                                                                                                   | 10:20                                                                                                   | 23:7 | | 25:5 | | 220 | 17 | Szwajcaria                                                                                              |
| Rumunia                                                                                                 | Rumunia                                                                                                 | 13:17                                                                                                   | 20:10                                                                                                   | 1:25 | 7:23 | 20:10                                                                                                   | 9:21 | 9:21 | 15:15                                                                                                   | 12:18                                                                                                   | 9:21 | 8:22 | 6:24 | 21:9 | 17:13                                                                                                   | 17:13                                                                                                   | 5;25 | 5:25 | | | 194 | 18 | Rumunia                                                                                                 |

### Kobiety
| 51. Drużynowe Mistrzostwa Europy w Brydżu Sportowym. Wyniki Kobiet. (Według rankigu końcowego) | 51. Drużynowe Mistrzostwa Europy w Brydżu Sportowym. Wyniki Kobiet. (Według rankigu końcowego) | 51. Drużynowe Mistrzostwa Europy w Brydżu Sportowym. Wyniki Kobiet. (Według rankigu końcowego) | 51. Drużynowe Mistrzostwa Europy w Brydżu Sportowym. Wyniki Kobiet. (Według rankigu końcowego) | 51. Drużynowe Mistrzostwa Europy w Brydżu Sportowym. Wyniki Kobiet. (Według rankigu końcowego) | 51. Drużynowe Mistrzostwa Europy w Brydżu Sportowym. Wyniki Kobiet. (Według rankigu końcowego) | 51. Drużynowe Mistrzostwa Europy w Brydżu Sportowym. Wyniki Kobiet. (Według rankigu końcowego) | 51. Drużynowe Mistrzostwa Europy w Brydżu Sportowym. Wyniki Kobiet. (Według rankigu końcowego) | 51. Drużynowe Mistrzostwa Europy w Brydżu Sportowym. Wyniki Kobiet. (Według rankigu końcowego) | 51. Drużynowe Mistrzostwa Europy w Brydżu Sportowym. Wyniki Kobiet. (Według rankigu końcowego) | 51. Drużynowe Mistrzostwa Europy w Brydżu Sportowym. Wyniki Kobiet. (Według rankigu końcowego) | 51. Drużynowe Mistrzostwa Europy w Brydżu Sportowym. Wyniki Kobiet. (Według rankigu końcowego) | 51. Drużynowe Mistrzostwa Europy w Brydżu Sportowym. Wyniki Kobiet. (Według rankigu końcowego) | 51. Drużynowe Mistrzostwa Europy w Brydżu Sportowym. Wyniki Kobiet. (Według rankigu końcowego) | 51. Drużynowe Mistrzostwa Europy w Brydżu Sportowym. Wyniki Kobiet. (Według rankigu końcowego) | 51. Drużynowe Mistrzostwa Europy w Brydżu Sportowym. Wyniki Kobiet. (Według rankigu końcowego) | 51. Drużynowe Mistrzostwa Europy w Brydżu Sportowym. Wyniki Kobiet. (Według rankigu końcowego) | 51. Drużynowe Mistrzostwa Europy w Brydżu Sportowym. Wyniki Kobiet. (Według rankigu końcowego) | 51. Drużynowe Mistrzostwa Europy w Brydżu Sportowym. Wyniki Kobiet. (Według rankigu końcowego) | 51. Drużynowe Mistrzostwa Europy w Brydżu Sportowym. Wyniki Kobiet. (Według rankigu końcowego) | 51. Drużynowe Mistrzostwa Europy w Brydżu Sportowym. Wyniki Kobiet. (Według rankigu końcowego) | 51. Drużynowe Mistrzostwa Europy w Brydżu Sportowym. Wyniki Kobiet. (Według rankigu końcowego) | 51. Drużynowe Mistrzostwa Europy w Brydżu Sportowym. Wyniki Kobiet. (Według rankigu końcowego) | 51. Drużynowe Mistrzostwa Europy w Brydżu Sportowym. Wyniki Kobiet. (Według rankigu końcowego) | 51. Drużynowe Mistrzostwa Europy w Brydżu Sportowym. Wyniki Kobiet. (Według rankigu końcowego) | 51. Drużynowe Mistrzostwa Europy w Brydżu Sportowym. Wyniki Kobiet. (Według rankigu końcowego) |
| Kraj                                                                                           | F                                                                                              | Anglia                                                                                         | Francja                                                                                        | Turcja                                                                                         | Holandia                                                                                       | Polska                                                                                         | Izrael                                                                                         | Szwecja                                                                                        | Austria                                                                                        | Włochy                                                                                         | Norwegia                                                                                       | Szkocja                                                                                        | Belgia                                                                                         | Dania                                                                                          | Niemcy                                                                                         | Grecja                                                                                         | Bułgaria                                                                                       | Estonia                                                                                        | Hiszpania                                                                                      | Irlandia                                                                                       | B                                                                                              | ±                                                                                              | Σ                                                                                              | P                                                                                              | F                                                                                              |
| ---------------------------------------------------------------------------------------------- | ---------------------------------------------------------------------------------------------- | ---------------------------------------------------------------------------------------------- | ---------------------------------------------------------------------------------------------- | ---------------------------------------------------------------------------------------------- | ---------------------------------------------------------------------------------------------- | ---------------------------------------------------------------------------------------------- | ---------------------------------------------------------------------------------------------- | ---------------------------------------------------------------------------------------------- | ---------------------------------------------------------------------------------------------- | ---------------------------------------------------------------------------------------------- | ---------------------------------------------------------------------------------------------- | ---------------------------------------------------------------------------------------------- | ---------------------------------------------------------------------------------------------- | ---------------------------------------------------------------------------------------------- | ---------------------------------------------------------------------------------------------- | ---------------------------------------------------------------------------------------------- | ---------------------------------------------------------------------------------------------- | ---------------------------------------------------------------------------------------------- | ---------------------------------------------------------------------------------------------- | ---------------------------------------------------------------------------------------------- | ---------------------------------------------------------------------------------------------- | ---------------------------------------------------------------------------------------------- | ---------------------------------------------------------------------------------------------- | ---------------------------------------------------------------------------------------------- | ---------------------------------------------------------------------------------------------- |
| Anglia                                                                                         | Anglia                                                                                         |                                                                                                | 16:14                                                                                          | 18:12                                                                                          | 8:22                                                                                           | 20:10                                                                                          | 13:17                                                                                          | 14:16                                                                                          | 22:8                                                                                           | 22:8                                                                                           | 15:15                                                                                          | 16:14                                                                                          | 23:7                                                                                           | 23:7                                                                                           | 25:4                                                                                           | 22:8                                                                                           | 19:11                                                                                          | 18:12                                                                                          | 24:6                                                                                           | 15:15                                                                                          | 18                                                                                             |                                                                                                | 351                                                                                            | 1                                                                                              | Anglia                                                                                         |
| Francja                                                                                        | Francja                                                                                        | 14:16                                                                                          |                                                                                                | 2:25                                                                                           | 13:17                                                                                          | 14:16                                                                                          | 6:24                                                                                           | 20:10                                                                                          | 10:20                                                                                          | 25:2                                                                                           | 25:4                                                                                           | 21:9                                                                                           | 23:7                                                                                           | 22:8                                                                                           | 18:12                                                                                          | 18:12                                                                                          | 25:0                                                                                           | 23:7                                                                                           | 25:5                                                                                           | 20:10                                                                                          | 18                                                                                             |                                                                                                | 342                                                                                            | 2                                                                                              | Francja                                                                                        |
| Turcja                                                                                         | Turcja                                                                                         | 12:18                                                                                          | 25:2                                                                                           |                                                                                                | 19:11                                                                                          | 11:19                                                                                          | 19:11                                                                                          | 18:12                                                                                          | 14:16                                                                                          | 24:6                                                                                           | 21:9                                                                                           | 5:25                                                                                           | 21:9                                                                                           | 24:6                                                                                           | 18:12                                                                                          | 14:16                                                                                          | 24:6                                                                                           | 19,5:9,5                                                                                       | 12:18                                                                                          | 15:15                                                                                          | 18                                                                                             | 0,5                                                                                            | 333,5                                                                                          | 3                                                                                              | Turcja                                                                                         |
| Holandia                                                                                       | Holandia                                                                                       | 22:8                                                                                           | 17:13                                                                                          | 11:19                                                                                          |                                                                                                | 12:18                                                                                          | 2:25                                                                                           | 10:20                                                                                          | 12:18                                                                                          | 22:8                                                                                           | 19:11                                                                                          | 20:10                                                                                          | 12:18                                                                                          | 9:21                                                                                           | 23:7                                                                                           | 25:0                                                                                           | 24:6                                                                                           | 25:4                                                                                           | 25:0                                                                                           | 25:0                                                                                           | 18                                                                                             |                                                                                                | 333                                                                                            | 4                                                                                              | Holandia                                                                                       |
| Polska                                                                                         | Polska                                                                                         | 10:20                                                                                          | 16:14                                                                                          | 19:11                                                                                          | 18:12                                                                                          |                                                                                                | 25:0                                                                                           | 24:6                                                                                           | 10:20                                                                                          | 21:9                                                                                           | 14:16                                                                                          | 19:11                                                                                          | 19:11                                                                                          | 6:24                                                                                           | 9,5:19,5                                                                                       | 16:14                                                                                          | 16:14                                                                                          | 21:9                                                                                           | 18:12                                                                                          | 24:6                                                                                           | 18                                                                                             | 0,5                                                                                            | 323,5                                                                                          | 5                                                                                              | Polska                                                                                         |
| Izrael                                                                                         | Izrael                                                                                         | 17:13                                                                                          | 24:6                                                                                           | 11:19                                                                                          | 25:2                                                                                           | 0:25                                                                                           |                                                                                                | 17:12                                                                                          | 22:8                                                                                           | 15:15                                                                                          | 17:13                                                                                          | 5:25                                                                                           | 11:19                                                                                          | 14:16                                                                                          | 12:18                                                                                          | 24:6                                                                                           | 24,5:2,5                                                                                       | 23:7                                                                                           | 18:12                                                                                          | 20:10                                                                                          | 18                                                                                             | 1,5                                                                                            | 317,5                                                                                          | 6                                                                                              | Izrael                                                                                         |
| Szwecja                                                                                        | Szwecja                                                                                        | 16:14                                                                                          | 10:20                                                                                          | 12:18                                                                                          | 20:10                                                                                          | 6:24                                                                                           | 12:17                                                                                          |                                                                                                | 20:10                                                                                          | 16:14                                                                                          | 14:16                                                                                          | 11:19                                                                                          | 21:9                                                                                           | 9:21                                                                                           | 15:15                                                                                          | 22:8                                                                                           | 19:11                                                                                          | 25:3                                                                                           | 23:7                                                                                           | 25:2                                                                                           | 18                                                                                             |                                                                                                | 314                                                                                            | 7                                                                                              | Szwecja                                                                                        |
| Austria                                                                                        | Austria                                                                                        | 8:22                                                                                           | 20:10                                                                                          | 16:14                                                                                          | 18:12                                                                                          | 10:20                                                                                          | 8:22                                                                                           | 10:20                                                                                          |                                                                                                | 23:6                                                                                           | 11:19                                                                                          | 11:19                                                                                          | 20:10                                                                                          | 14:16                                                                                          | 19:11                                                                                          | 15:15                                                                                          | 24:6                                                                                           | 14:16                                                                                          | 24:5                                                                                           | 12:18                                                                                          | 18                                                                                             |                                                                                                | 305                                                                                            | 8                                                                                              | Austria                                                                                        |
| Włochy                                                                                         | Włochy                                                                                         | 8:22                                                                                           | 2:25                                                                                           | 6:24                                                                                           | 8:22                                                                                           | 9:21                                                                                           | 15:15                                                                                          | 14:16                                                                                          | 6:23                                                                                           |                                                                                                | 17:13                                                                                          | 21:9                                                                                           | 22:8                                                                                           | 22:8                                                                                           | 24:6                                                                                           | 16:14                                                                                          | 24:6                                                                                           | 19:11                                                                                          | 23:7                                                                                           | 24:6                                                                                           | 18                                                                                             | 1                                                                                              | 298                                                                                            | 9                                                                                              | Włochy                                                                                         |
| Norwegia                                                                                       | Norwegia                                                                                       | 15:15                                                                                          | 4:25                                                                                           | 9:21                                                                                           | 11:19                                                                                          | 16:14                                                                                          | 13:17                                                                                          | 16:14                                                                                          | 19:11                                                                                          | 13:17                                                                                          |                                                                                                | 24:6                                                                                           | 9:21                                                                                           | 14:16                                                                                          | 23:7                                                                                           | 17:13                                                                                          | 9:21                                                                                           | 15:15                                                                                          | 24:6                                                                                           | 19:11                                                                                          | 18                                                                                             |                                                                                                | 288                                                                                            | 10                                                                                             | Norwegia                                                                                       |
| Szkocja                                                                                        | Szkocja                                                                                        | 14:16                                                                                          | 9:21                                                                                           | 25:5                                                                                           | 10:20                                                                                          | 11:19                                                                                          | 25:5                                                                                           | 19:11                                                                                          | 19:11                                                                                          | 9:21                                                                                           | 6:24                                                                                           |                                                                                                | 9:21                                                                                           | 23:7                                                                                           | 12:18                                                                                          | 8:22                                                                                           | 21:9                                                                                           | 15:15                                                                                          | 15:15                                                                                          | 18:12                                                                                          | 18                                                                                             |                                                                                                | 286                                                                                            | 11                                                                                             | Szkocja                                                                                        |
| Belgia                                                                                         | Belgia                                                                                         | 7:23                                                                                           | 7:23                                                                                           | 9:21                                                                                           | 18:12                                                                                          | 11:19                                                                                          | 19:11                                                                                          | 9:21                                                                                           | 10:20                                                                                          | 8:22                                                                                           | 21:9                                                                                           | 21:9                                                                                           |                                                                                                | 15:15                                                                                          | 19:11                                                                                          | 19:11                                                                                          | 13:17                                                                                          | 25:4                                                                                           | 22:8                                                                                           | 14:16                                                                                          | 18                                                                                             |                                                                                                | 285                                                                                            | 12                                                                                             | Belgia                                                                                         |
| Dania                                                                                          | Dania                                                                                          | 7:23                                                                                           | 8:22                                                                                           | 6:24                                                                                           | 21:9                                                                                           | 24:6                                                                                           | 16:14                                                                                          | 21:9                                                                                           | 16:14                                                                                          | 8:22                                                                                           | 16:14                                                                                          | 7:23                                                                                           | 15:15                                                                                          |                                                                                                | 19:11                                                                                          | 19:11                                                                                          | 5:25                                                                                           | 17:13                                                                                          | 14:16                                                                                          | 25:0                                                                                           | 18                                                                                             |                                                                                                | 282                                                                                            | 13                                                                                             | Dania                                                                                          |
| Niemcy                                                                                         | Niemcy                                                                                         | 4:25                                                                                           | 12:18                                                                                          | 12:18                                                                                          | 7:23                                                                                           | 19,5:9,5                                                                                       | 18:12                                                                                          | 15:15                                                                                          | 11:19                                                                                          | 6:24                                                                                           | 7:23                                                                                           | 18:12                                                                                          | 11:19                                                                                          | 11:19                                                                                          |                                                                                                | 14:16                                                                                          | 25:3                                                                                           | 21:9                                                                                           | 16:14                                                                                          | 18:12                                                                                          | 18                                                                                             | 0,5                                                                                            | 263,5                                                                                          | 14                                                                                             | Niemcy                                                                                         |
| Grecja                                                                                         | Grecja                                                                                         | 8:22                                                                                           | 12:18                                                                                          | 16:14                                                                                          | 0:25                                                                                           | 14:16                                                                                          | 6:24                                                                                           | 8:22                                                                                           | 15:15                                                                                          | 14:16                                                                                          | 13:17                                                                                          | 22:8                                                                                           | 11:19                                                                                          | 11:19                                                                                          | 16:14                                                                                          |                                                                                                | 16:14                                                                                          | 15:15                                                                                          | 17:13                                                                                          | 18:12                                                                                          | 18                                                                                             |                                                                                                | 250                                                                                            | 15                                                                                             | Grecja                                                                                         |
| Bułgaria                                                                                       | Bułgaria                                                                                       | 11:19                                                                                          | 0:25                                                                                           | 6:24                                                                                           | 6:24                                                                                           | 14:16                                                                                          | 2,5:24,5                                                                                       | 11:19                                                                                          | 6:24                                                                                           | 6:24                                                                                           | 21:9                                                                                           | 9:21                                                                                           | 17:13                                                                                          | 25:5                                                                                           | 3:25                                                                                           | 14:16                                                                                          |                                                                                                | 24:6                                                                                           | 25:5                                                                                           | 20:10                                                                                          | 18                                                                                             | 0,5                                                                                            | 238,5                                                                                          | 16                                                                                             | Bułgaria                                                                                       |
| Estonia                                                                                        | Estonia                                                                                        | 12:18                                                                                          | 7:23                                                                                           | 9,5:19,5                                                                                       | 4:25                                                                                           | 9:21                                                                                           | 7:23                                                                                           | 3:25                                                                                           | 16:14                                                                                          | 11:19                                                                                          | 15:15                                                                                          | 15:15                                                                                          | 4:25                                                                                           | 13:17                                                                                          | 9:21                                                                                           | 15:15                                                                                          | 6:24                                                                                           |                                                                                                | 16:14                                                                                          | 25:5                                                                                           | 18                                                                                             | 0,5                                                                                            | 214,5                                                                                          | 17                                                                                             | Estonia                                                                                        |
| Hiszpania                                                                                      | Hiszpania                                                                                      | 6:24                                                                                           | 5:25                                                                                           | 18:12                                                                                          | 0:25                                                                                           | 12:18                                                                                          | 12:18                                                                                          | 7:23                                                                                           | 5:24                                                                                           | 7:23                                                                                           | 6:24                                                                                           | 15:15                                                                                          | 8:22                                                                                           | 16:14                                                                                          | 14:16                                                                                          | 13:17                                                                                          | 5:25                                                                                           | 14:16                                                                                          |                                                                                                | 18:12                                                                                          | 18                                                                                             | 1                                                                                              | 199                                                                                            | 18                                                                                             | Hiszpania                                                                                      |
| Irlandia                                                                                       | Irlandia                                                                                       | 15:15                                                                                          | 10:20                                                                                          | 15:15                                                                                          | 0:25                                                                                           | 6:24                                                                                           | 10:20                                                                                          | 2:25                                                                                           | 18:12                                                                                          | 6:24                                                                                           | 11:19                                                                                          | 12:18                                                                                          | 16:14                                                                                          | 0:25                                                                                           | 12:18                                                                                          | 12:18                                                                                          | 10:20                                                                                          | 5:25                                                                                           | 12:18                                                                                          |                                                                                                | 18                                                                                             |                                                                                                | 190                                                                                            | 19                                                                                             | Irlandia                                                                                       |

### Seniorzy
| 51. Drużynowe Mistrzostwa Europy w Brydżu Sportowym. Wyniki Seniorów. (Według rankigu końcowego) | 51. Drużynowe Mistrzostwa Europy w Brydżu Sportowym. Wyniki Seniorów. (Według rankigu końcowego) | 51. Drużynowe Mistrzostwa Europy w Brydżu Sportowym. Wyniki Seniorów. (Według rankigu końcowego) | 51. Drużynowe Mistrzostwa Europy w Brydżu Sportowym. Wyniki Seniorów. (Według rankigu końcowego) | 51. Drużynowe Mistrzostwa Europy w Brydżu Sportowym. Wyniki Seniorów. (Według rankigu końcowego) | 51. Drużynowe Mistrzostwa Europy w Brydżu Sportowym. Wyniki Seniorów. (Według rankigu końcowego) | 51. Drużynowe Mistrzostwa Europy w Brydżu Sportowym. Wyniki Seniorów. (Według rankigu końcowego) | 51. Drużynowe Mistrzostwa Europy w Brydżu Sportowym. Wyniki Seniorów. (Według rankigu końcowego) | 51. Drużynowe Mistrzostwa Europy w Brydżu Sportowym. Wyniki Seniorów. (Według rankigu końcowego) | 51. Drużynowe Mistrzostwa Europy w Brydżu Sportowym. Wyniki Seniorów. (Według rankigu końcowego) | 51. Drużynowe Mistrzostwa Europy w Brydżu Sportowym. Wyniki Seniorów. (Według rankigu końcowego) | 51. Drużynowe Mistrzostwa Europy w Brydżu Sportowym. Wyniki Seniorów. (Według rankigu końcowego) | 51. Drużynowe Mistrzostwa Europy w Brydżu Sportowym. Wyniki Seniorów. (Według rankigu końcowego) | 51. Drużynowe Mistrzostwa Europy w Brydżu Sportowym. Wyniki Seniorów. (Według rankigu końcowego) | 51. Drużynowe Mistrzostwa Europy w Brydżu Sportowym. Wyniki Seniorów. (Według rankigu końcowego) | 51. Drużynowe Mistrzostwa Europy w Brydżu Sportowym. Wyniki Seniorów. (Według rankigu końcowego) | 51. Drużynowe Mistrzostwa Europy w Brydżu Sportowym. Wyniki Seniorów. (Według rankigu końcowego) | 51. Drużynowe Mistrzostwa Europy w Brydżu Sportowym. Wyniki Seniorów. (Według rankigu końcowego) | 51. Drużynowe Mistrzostwa Europy w Brydżu Sportowym. Wyniki Seniorów. (Według rankigu końcowego) | 51. Drużynowe Mistrzostwa Europy w Brydżu Sportowym. Wyniki Seniorów. (Według rankigu końcowego) | 51. Drużynowe Mistrzostwa Europy w Brydżu Sportowym. Wyniki Seniorów. (Według rankigu końcowego) | 51. Drużynowe Mistrzostwa Europy w Brydżu Sportowym. Wyniki Seniorów. (Według rankigu końcowego) | 51. Drużynowe Mistrzostwa Europy w Brydżu Sportowym. Wyniki Seniorów. (Według rankigu końcowego) | 51. Drużynowe Mistrzostwa Europy w Brydżu Sportowym. Wyniki Seniorów. (Według rankigu końcowego) | 51. Drużynowe Mistrzostwa Europy w Brydżu Sportowym. Wyniki Seniorów. (Według rankigu końcowego) | 51. Drużynowe Mistrzostwa Europy w Brydżu Sportowym. Wyniki Seniorów. (Według rankigu końcowego) |
| Kraj                                                                                             | F                                                                                                | Francja                                                                                          | Polska                                                                                           | Szkocja                                                                                          | Dania                                                                                            | Niemcy                                                                                           | Belgia                                                                                           | Izrael                                                                                           | Holandia                                                                                         | Włochy                                                                                           | Anglia                                                                                           | Szwecja                                                                                          | Bułgaria                                                                                         | Turcja                                                                                           | Norwegia                                                                                         | Irlandia                                                                                         | Hiszpania                                                                                        | Estonia                                                                                          | Walia                                                                                            | Finlandia                                                                                        | B                                                                                                | ±                                                                                                | Σ                                                                                                | P                                                                                                | F                                                                                                |
| ------------------------------------------------------------------------------------------------ | ------------------------------------------------------------------------------------------------ | ------------------------------------------------------------------------------------------------ | ------------------------------------------------------------------------------------------------ | ------------------------------------------------------------------------------------------------ | ------------------------------------------------------------------------------------------------ | ------------------------------------------------------------------------------------------------ | ------------------------------------------------------------------------------------------------ | ------------------------------------------------------------------------------------------------ | ------------------------------------------------------------------------------------------------ | ------------------------------------------------------------------------------------------------ | ------------------------------------------------------------------------------------------------ | ------------------------------------------------------------------------------------------------ | ------------------------------------------------------------------------------------------------ | ------------------------------------------------------------------------------------------------ | ------------------------------------------------------------------------------------------------ | ------------------------------------------------------------------------------------------------ | ------------------------------------------------------------------------------------------------ | ------------------------------------------------------------------------------------------------ | ------------------------------------------------------------------------------------------------ | ------------------------------------------------------------------------------------------------ | ------------------------------------------------------------------------------------------------ | ------------------------------------------------------------------------------------------------ | ------------------------------------------------------------------------------------------------ | ------------------------------------------------------------------------------------------------ | ------------------------------------------------------------------------------------------------ |
| Francja                                                                                          | Francja                                                                                          |                                                                                                  | 7:23                                                                                             | 17:13                                                                                            | 25:2                                                                                             | 5:25                                                                                             | 14:16                                                                                            | 10:20                                                                                            | 20:10                                                                                            | 21:9                                                                                             | 14:16                                                                                            | 16:14                                                                                            | 18:12                                                                                            | 22:8                                                                                             | 19:11                                                                                            | 21:9                                                                                             | 24:6                                                                                             | 18:12                                                                                            | 23:7                                                                                             | 25:4                                                                                             | 18                                                                                               |                                                                                                  | 337                                                                                              | 1                                                                                                | Anglia                                                                                           |
| Polska                                                                                           | Polska                                                                                           | 23:7                                                                                             |                                                                                                  | 10:20                                                                                            | 9:21                                                                                             | 23:7                                                                                             | 18:12                                                                                            | 11:19                                                                                            | 21:9                                                                                             | 25:5                                                                                             | 11:19                                                                                            | 18:12                                                                                            | 5:23                                                                                             | 11:19                                                                                            | 19:11                                                                                            | 6:24                                                                                             | 25:0                                                                                             | 25:0                                                                                             | 25:4                                                                                             | 25:2                                                                                             | 18                                                                                               |                                                                                                  | 328                                                                                              | 2                                                                                                | Polska                                                                                           |
| Szkocja                                                                                          | Szkocja                                                                                          | 13:17                                                                                            | 20:10                                                                                            |                                                                                                  | 17:13                                                                                            | 14:16                                                                                            | 12:18                                                                                            | 17:13                                                                                            | 7:23                                                                                             | 7:23                                                                                             | 19:11                                                                                            | 15:15                                                                                            | 21:9                                                                                             | 23:7                                                                                             | 10:20                                                                                            | 20:10                                                                                            | 25:1                                                                                             | 19:11                                                                                            | 23:7                                                                                             | 25:5                                                                                             | 18                                                                                               |                                                                                                  | 325                                                                                              | 3                                                                                                | Szkocja                                                                                          |
| Dania                                                                                            | Dania                                                                                            | 2:25                                                                                             | 21:9                                                                                             | 13:17                                                                                            |                                                                                                  | 14:16                                                                                            | 19:11                                                                                            | 22,5:6,5                                                                                         | 17:13                                                                                            | 20:10                                                                                            | 16:14                                                                                            | 12:18                                                                                            | 11:19                                                                                            | 25:4                                                                                             | 19:11                                                                                            | 17:13                                                                                            | 14:16                                                                                            | 21:9                                                                                             | 14:16                                                                                            | 25:2                                                                                             | 18                                                                                               | 0,5                                                                                              | 320,5                                                                                            | 4                                                                                                | Dania                                                                                            |
| Niemcy                                                                                           | Niemcy                                                                                           | 25:5                                                                                             | 7:23                                                                                             | 16:14                                                                                            | 16:14                                                                                            |                                                                                                  | 14:16                                                                                            | 13:17                                                                                            | 15:15                                                                                            | 9:21                                                                                             | 22:8                                                                                             | 9:21                                                                                             | 23:7                                                                                             | 6:24                                                                                             | 17:13                                                                                            | 13:17                                                                                            | 23:7                                                                                             | 25:2                                                                                             | 25:5                                                                                             | 24:6                                                                                             | 18                                                                                               |                                                                                                  | 320                                                                                              | 5                                                                                                | Niemcy                                                                                           |
| Belgia                                                                                           | Belgia                                                                                           | 16:14                                                                                            | 12:18                                                                                            | 18:12                                                                                            | 11:19                                                                                            | 16:14                                                                                            |                                                                                                  | 17:13                                                                                            | 20:10                                                                                            | 21:9                                                                                             | 11:19                                                                                            | 14:16                                                                                            | 4:25                                                                                             | 14:16                                                                                            | 19:11                                                                                            | 16:14                                                                                            | 23:7                                                                                             | 21:9                                                                                             | 25:5                                                                                             | 18:12                                                                                            | 18                                                                                               |                                                                                                  | 314                                                                                              | 6                                                                                                | Belgia                                                                                           |
| Izrael                                                                                           | Izrael                                                                                           | 20:10                                                                                            | 19:11                                                                                            | 13:17                                                                                            | 6,5:22,5                                                                                         | 17:13                                                                                            | 13:17                                                                                            |                                                                                                  | 11:19                                                                                            | 16:14                                                                                            | 19:11                                                                                            | 9:21                                                                                             | 19:11                                                                                            | 16:14                                                                                            | 16:14                                                                                            | 20:10                                                                                            | 13:17                                                                                            | 25:4                                                                                             | 17:13                                                                                            | 23:7                                                                                             | 18                                                                                               | 0,5                                                                                              | 310,5                                                                                            | 7                                                                                                | Izrael                                                                                           |
| Holandia                                                                                         | Holandia                                                                                         | 10:20                                                                                            | 9:21                                                                                             | 23:7                                                                                             | 13:17                                                                                            | 15:15                                                                                            | 10:20                                                                                            | 19:11                                                                                            |                                                                                                  | 15:15                                                                                            | 9:21                                                                                             | 20:10                                                                                            | 20:10                                                                                            | 14:16                                                                                            | 20:10                                                                                            | 22:8                                                                                             | 16:14                                                                                            | 12:18                                                                                            | 23:7                                                                                             | 21:9                                                                                             | 18                                                                                               |                                                                                                  | 309                                                                                              | 8                                                                                                | Holandia                                                                                         |
| Włochy                                                                                           | Włochy                                                                                           | 9:21                                                                                             | 5:25                                                                                             | 23:7                                                                                             | 10:20                                                                                            | 21:9                                                                                             | 9:21                                                                                             | 14:16                                                                                            | 15:15                                                                                            |                                                                                                  | 24:6                                                                                             | 12:18                                                                                            | 15:15                                                                                            | 12:18                                                                                            | 11:19                                                                                            | 19:11                                                                                            | 19,5:9,5                                                                                         | 12:18                                                                                            | 25:5                                                                                             | 25:4                                                                                             | 18                                                                                               | 0,5                                                                                              | 298,5                                                                                            | 9                                                                                                | Włochy                                                                                           |
| Anglia                                                                                           | Anglia                                                                                           | 16:14                                                                                            | 19:11                                                                                            | 11:19                                                                                            | 14:16                                                                                            | 8:22                                                                                             | 19:11                                                                                            | 11:19                                                                                            | 21:9                                                                                             | 6:24                                                                                             |                                                                                                  | 16:14                                                                                            | 20:10                                                                                            | 22:8                                                                                             | 21:9                                                                                             | 10:20                                                                                            | 18:12                                                                                            | 20:10                                                                                            | 20:10                                                                                            | 7:23                                                                                             | 18                                                                                               |                                                                                                  | 297                                                                                              | 10                                                                                               | Anglia                                                                                           |
| Szwecja                                                                                          | Szwecja                                                                                          | 14:16                                                                                            | 12:18                                                                                            | 15:15                                                                                            | 18:12                                                                                            | 21:9                                                                                             | 16:14                                                                                            | 21:9                                                                                             | 10:20                                                                                            | 18:12                                                                                            | 14:16                                                                                            |                                                                                                  | 18:12                                                                                            | 12:18                                                                                            | 15:15                                                                                            | 18:12                                                                                            | 5:25                                                                                             | 14:16                                                                                            | 15:15                                                                                            | 16:14                                                                                            | 18                                                                                               |                                                                                                  | 290                                                                                              | 11                                                                                               | Szwecja                                                                                          |
| Bułgaria                                                                                         | Bułgaria                                                                                         | 12:18                                                                                            | 23:5                                                                                             | 9:21                                                                                             | 19:11                                                                                            | 7:23                                                                                             | 25:4                                                                                             | 11:19                                                                                            | 10:20                                                                                            | 15:15                                                                                            | 10:20                                                                                            | 12:18                                                                                            |                                                                                                  | 23:7                                                                                             | 10:20                                                                                            | 23:7                                                                                             | 14:16                                                                                            | 17:13                                                                                            | 14:16                                                                                            | 15:15                                                                                            | 18                                                                                               | 2                                                                                                | 287                                                                                              | 12                                                                                               | Bułgaria                                                                                         |
| Turcja                                                                                           | Turcja                                                                                           | 8:22                                                                                             | 19:11                                                                                            | 7:23                                                                                             | 4:25                                                                                             | 24:6                                                                                             | 16:14                                                                                            | 14:16                                                                                            | 16:14                                                                                            | 18:12                                                                                            | 8:22                                                                                             | 18:12                                                                                            | 7:23                                                                                             |                                                                                                  | 21:9                                                                                             | 15:15                                                                                            | 21:9                                                                                             | 14:14                                                                                            | 12:18                                                                                            | 24:6                                                                                             | 18                                                                                               | 1                                                                                                | 284                                                                                              | 13                                                                                               | Turcja                                                                                           |
| Norwegia                                                                                         | Norwegia                                                                                         | 11:19                                                                                            | 11:19                                                                                            | 20:10                                                                                            | 11:19                                                                                            | 13:17                                                                                            | 11:19                                                                                            | 14:16                                                                                            | 10:20                                                                                            | 19:11                                                                                            | 9:21                                                                                             | 15:15                                                                                            | 20:10                                                                                            | 9:21                                                                                             |                                                                                                  | 20:10                                                                                            | 15:15                                                                                            | 14:16                                                                                            | 17:13                                                                                            | 20:10                                                                                            | 18                                                                                               |                                                                                                  | 277                                                                                              | 14                                                                                               | Norwegia                                                                                         |
| Irlandia                                                                                         | Irlandia                                                                                         | 9:21                                                                                             | 24:6                                                                                             | 10:20                                                                                            | 13:17                                                                                            | 17:13                                                                                            | 14:16                                                                                            | 10:20                                                                                            | 8:22                                                                                             | 11:19                                                                                            | 20:10                                                                                            | 12:18                                                                                            | 7:23                                                                                             | 15:15                                                                                            | 10:20                                                                                            |                                                                                                  | 15:15                                                                                            | 21:8                                                                                             | 17:13                                                                                            | 25:1                                                                                             | 18                                                                                               | 1                                                                                                | 276                                                                                              | 15                                                                                               | Irlandia                                                                                         |
| Hiszpania                                                                                        | Hiszpania                                                                                        | 6:24                                                                                             | 0:25                                                                                             | 1:25                                                                                             | 16:14                                                                                            | 7:23                                                                                             | 7:23                                                                                             | 17:13                                                                                            | 14:16                                                                                            | 9,5:19:5                                                                                         | 12:18                                                                                            | 25:5                                                                                             | 16:14                                                                                            | 9:21                                                                                             | 15:15                                                                                            | 15:15                                                                                            |                                                                                                  | 16:14                                                                                            | 18:12                                                                                            | 11:19                                                                                            | 18                                                                                               | 0,5                                                                                              | 232,5                                                                                            | 16                                                                                               | Hiszpania                                                                                        |
| Estonia                                                                                          | Estonia                                                                                          | 12:18                                                                                            | 0:25                                                                                             | 11:19                                                                                            | 9:21                                                                                             | 2:25                                                                                             | 9:21                                                                                             | 4:25                                                                                             | 18:12                                                                                            | 18:12                                                                                            | 10:20                                                                                            | 16:14                                                                                            | 13:17                                                                                            | 14:14                                                                                            | 16:14                                                                                            | 8:21                                                                                             | 14:16                                                                                            |                                                                                                  | 23:7                                                                                             | 6:24                                                                                             | 18                                                                                               | 1                                                                                                | 221                                                                                              | 17                                                                                               | Estonia                                                                                          |
| Walia                                                                                            | Walia                                                                                            | 7:23                                                                                             | 4:25                                                                                             | 7:23                                                                                             | 16:14                                                                                            | 5:25                                                                                             | 5:25                                                                                             | 13:17                                                                                            | 7:23                                                                                             | 5:25                                                                                             | 10:20                                                                                            | 15:15                                                                                            | 16:14                                                                                            | 18:12                                                                                            | 13:17                                                                                            | 13:17                                                                                            | 12:18                                                                                            | 7:23                                                                                             |                                                                                                  | 18:12                                                                                            | 18                                                                                               |                                                                                                  | 209                                                                                              | 18                                                                                               | Walia                                                                                            |
| Finlandia                                                                                        | Finlandia                                                                                        | 4:25                                                                                             | 2:25                                                                                             | 5:25                                                                                             | 2:25                                                                                             | 6:24                                                                                             | 12:18                                                                                            | 7:23                                                                                             | 9:21                                                                                             | 4:25                                                                                             | 23:7                                                                                             | 14:16                                                                                            | 15:15                                                                                            | 6:24                                                                                             | 10:20                                                                                            | 1:25                                                                                             | 19:11                                                                                            | 24:6                                                                                             | 12:18                                                                                            |                                                                                                  | 18                                                                                               | 3                                                                                                | 193                                                                                              | 19                                                                                               | Finlandia                                                                                        |